# Crocus
Crocus és un gènere de plantes angiospermes de la família de les iridàcies Iridaceae). Moltes espècies són plantes ornamentals que es cultiven per les seves flors, que apareixen a la tardor, l'hivern o la primavera. La safranera pertany al gènere Crocus. Les espècies d'aquest gènere són originàries d'arbredes, matollars i prats que es distribueixen des del nivell del mar a l'estatge alpí a l'Europa central i meridional, Àfrica del Nord, Mitjà Orient, les illes de la Mar Egea i de l'Àsia central fins a la Xina occidental.

## Etimologia
El nom d'aquest gènere deriva del grec krokos (κρόκος). Al seu torn és probable que sigui un préstec lingüístic de les llengües semites, relacionat amb l'hebreu כרכום karkōm, arameu ܟܟܘܪܟܟܡܡܐ kurkama, persa i àrab كركم kurkum, el qual significa safrà o safrà groc. En català el nom del color groc deriva de crocus

## Descripció
Les flors són solitàries i en forma de copa. El seu color varia moltíssim, encara que predominen el lila, el malva, el groc i el blanc. les fulles tenen forma d'herba comd'espasa (ensiformes).
Algunes espècies de Crocus, conegudes com a "crocus de tardor", floreixen de setembre a novembre en l'hemisferi nord. Algunes espècies de tardor inclouen: Crocus banaticus (sinònim C. iridiflorus), C.cancellatus, C. goulimyi, C. hadriaticus, C. kotschyanus (syn. C. zonatus), C. laevigatus, Crocus ligusticus (sin. C. medius), C. niveus, C. nudiflorus, C. ochroleucus, C. pulchellus, C. sativus (safranera), C. serotinus, C. speciosus, C. tournefortii. Crocus laevigatus té un període llarg de floració que comença a finals de tardor o principi d'hivern i pot continuar dins de febrer.

## Taxonomia

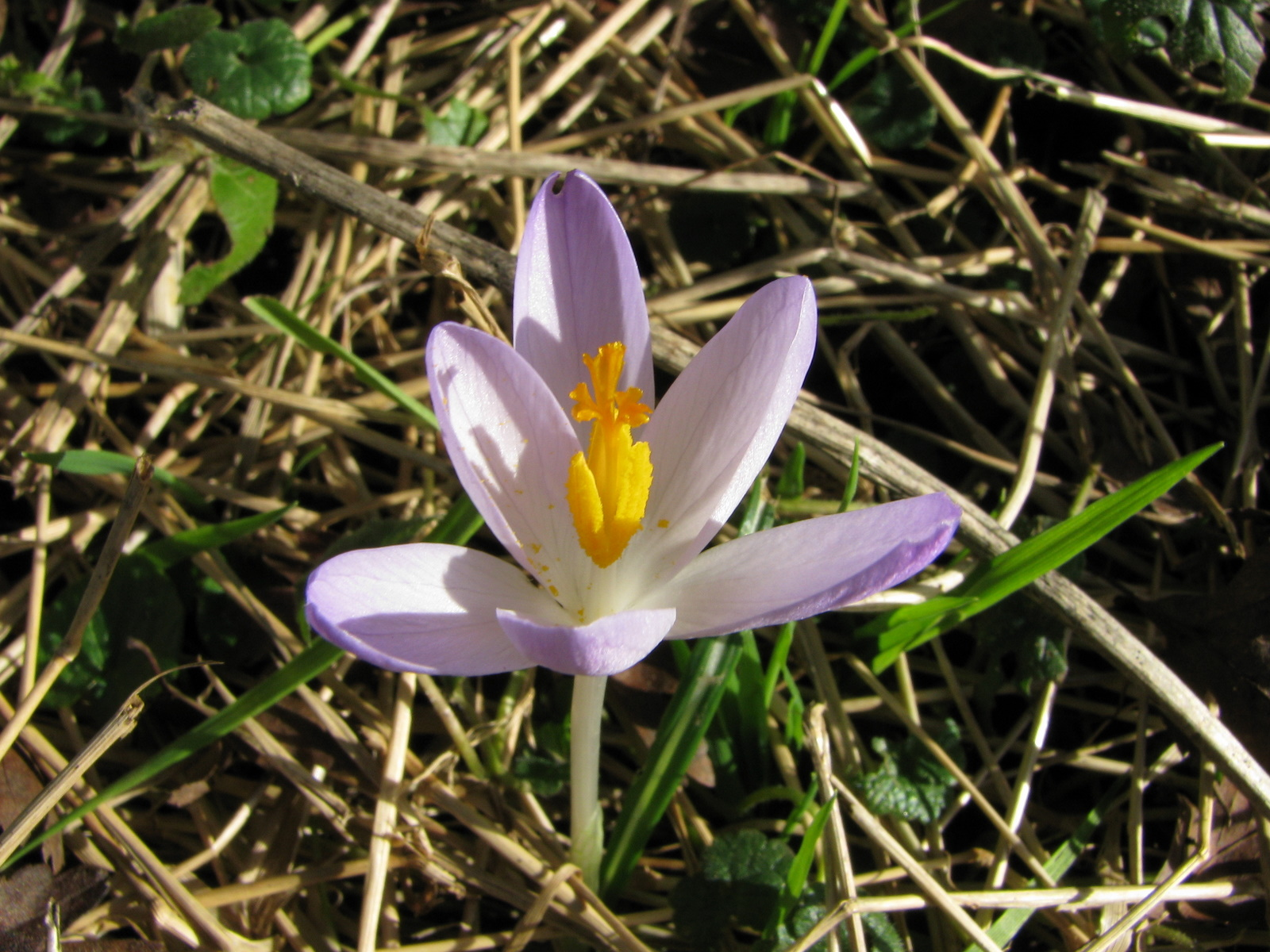
Crocus tommasinianus

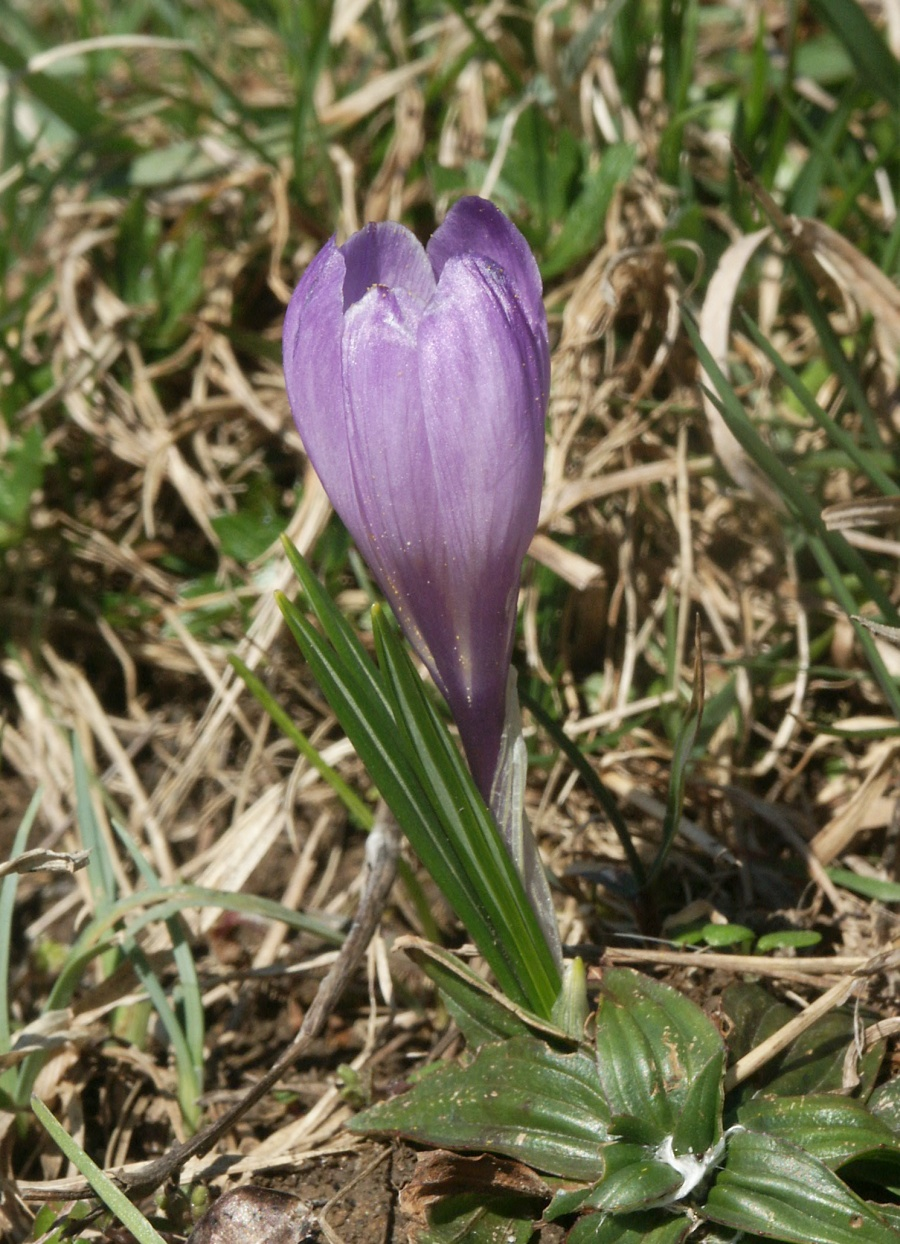
Crocus vernus

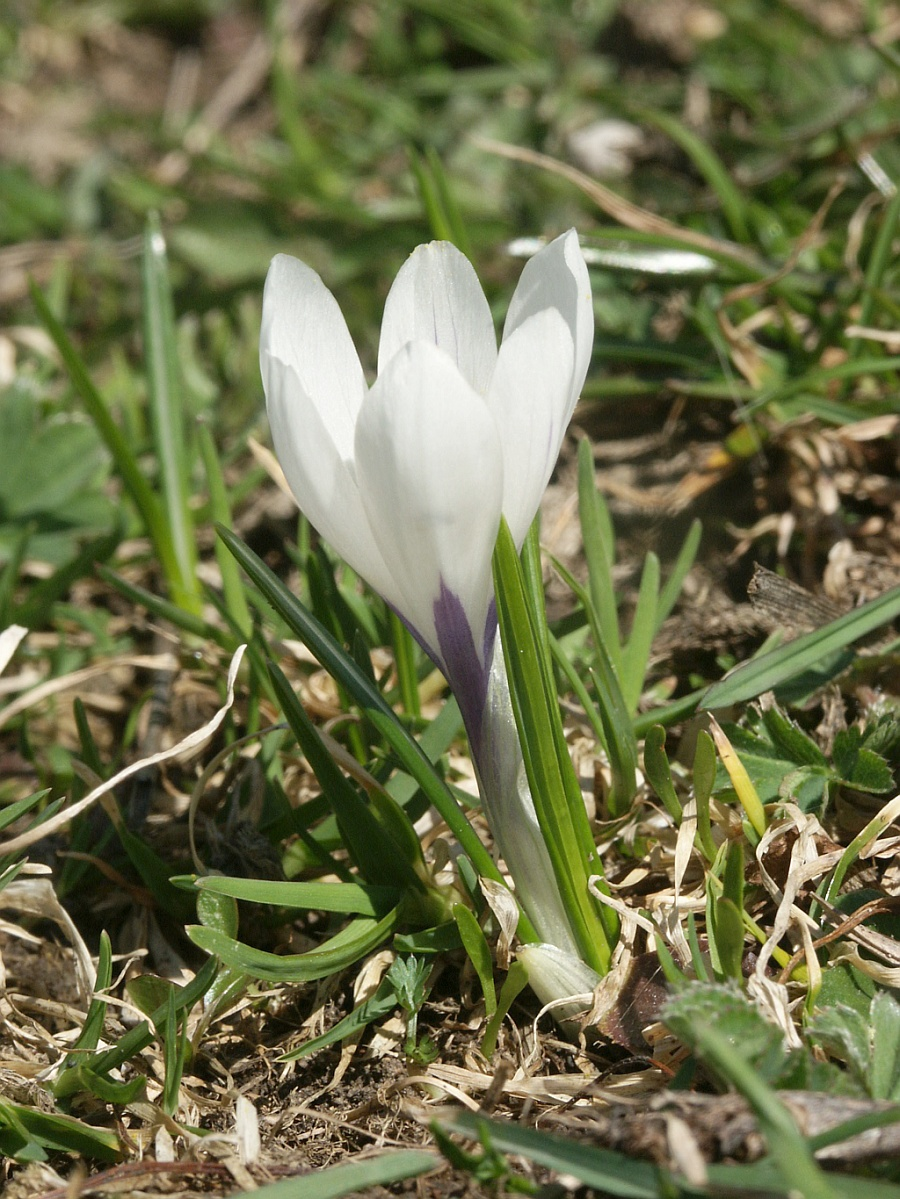
'Crocus alatavicus

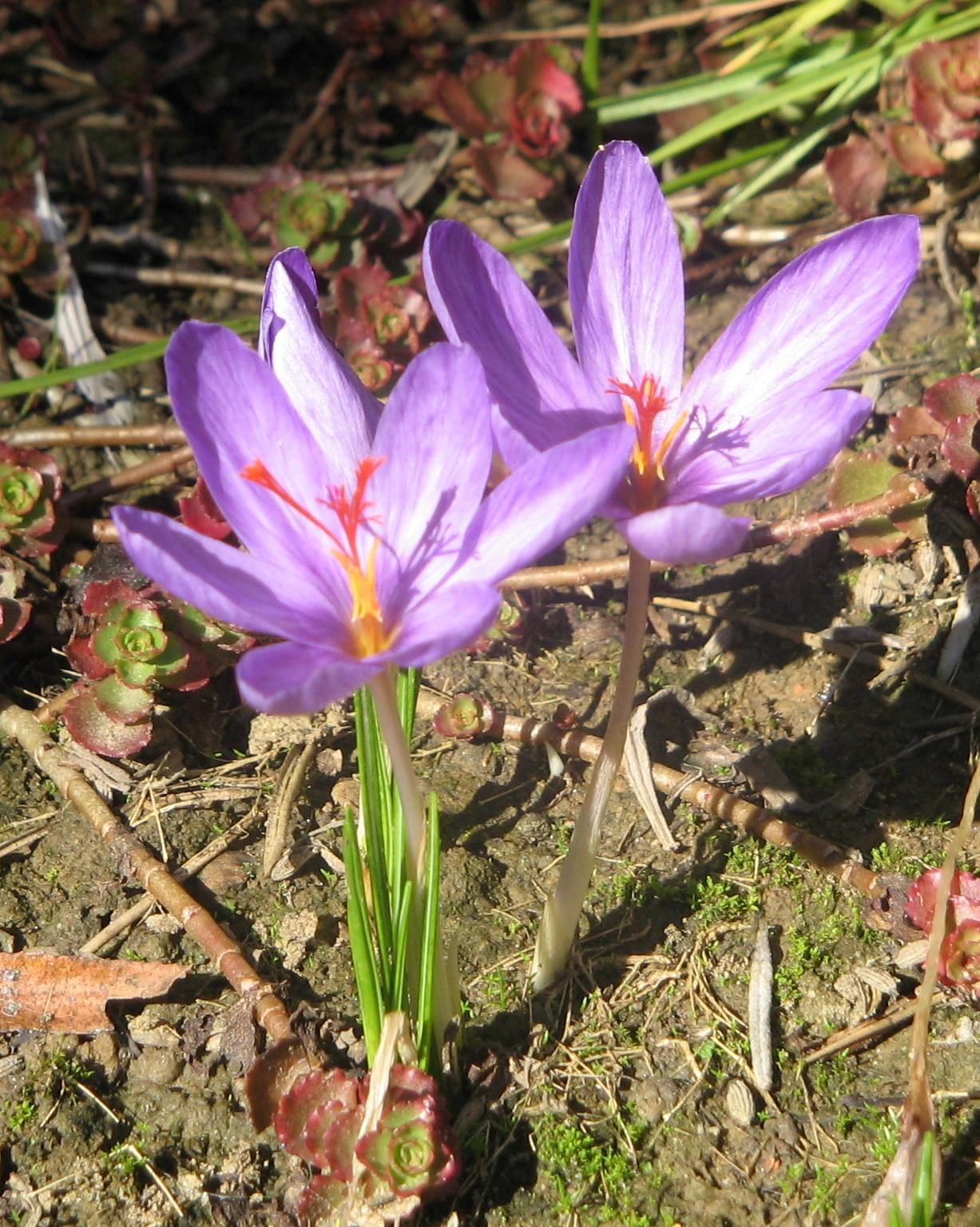
Crocus ligusticus

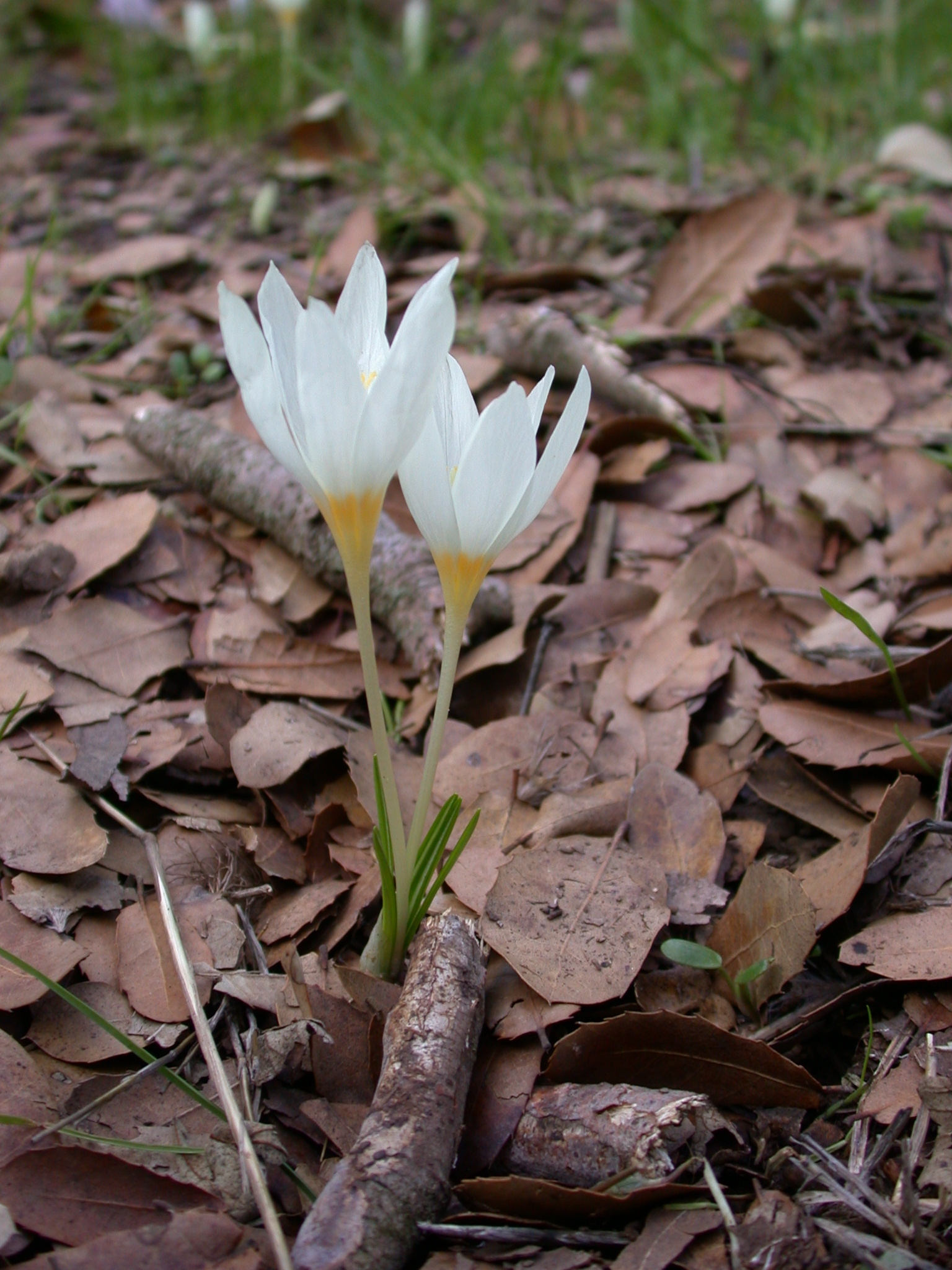
Crocus ochroleucus

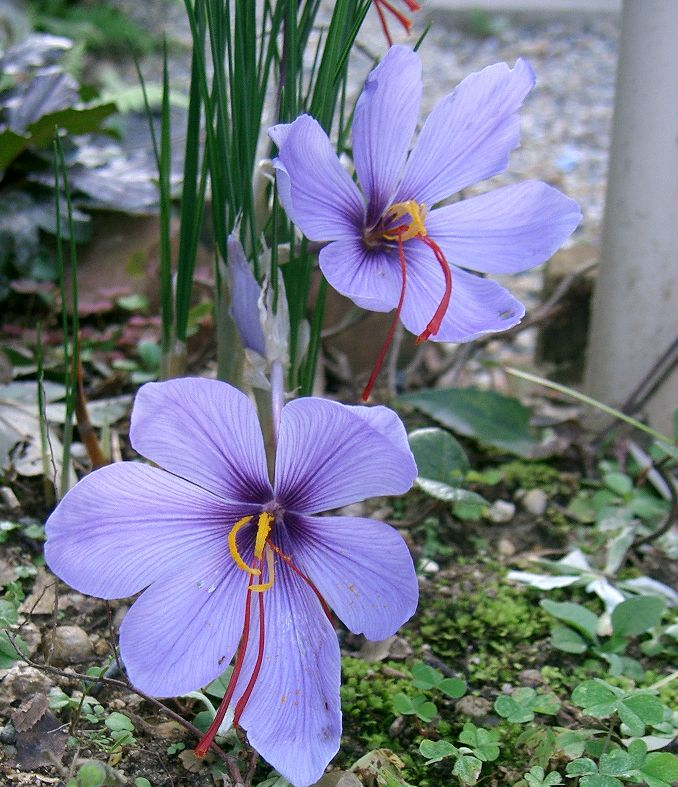
Crocus sativus

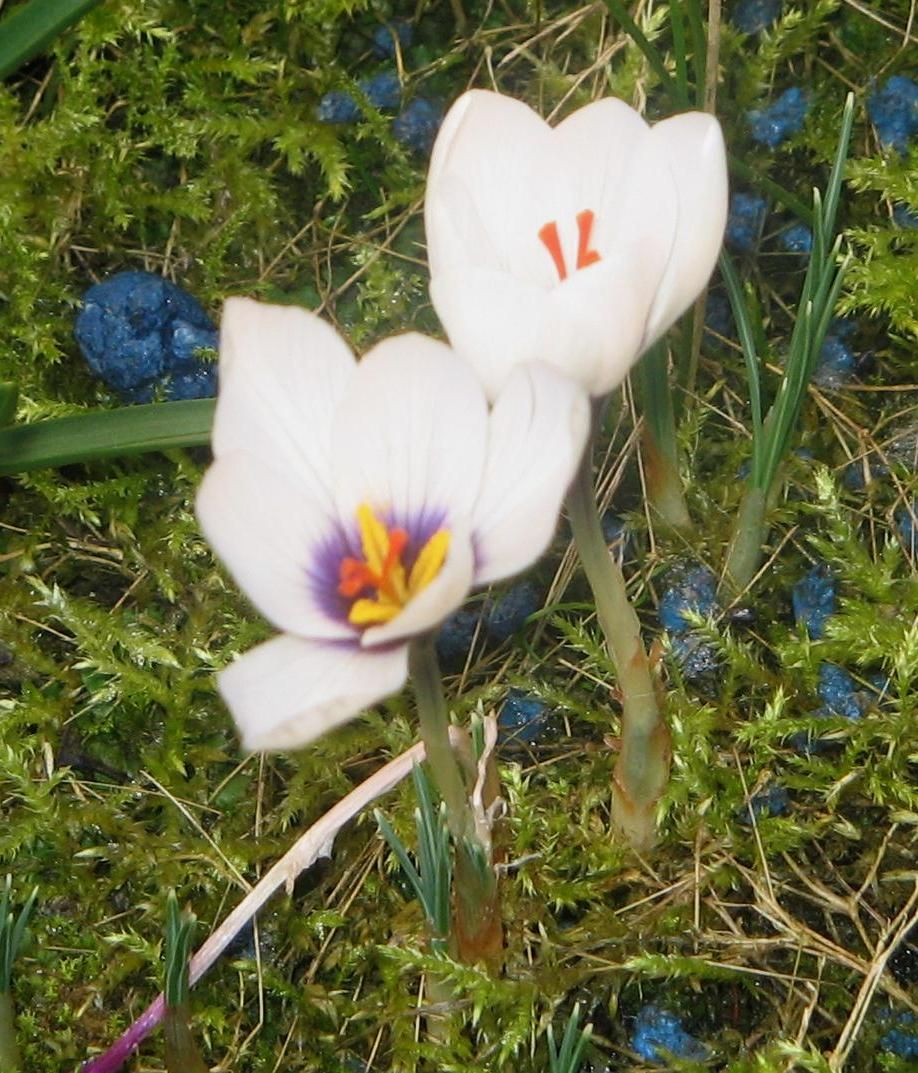
Crocus mathewii

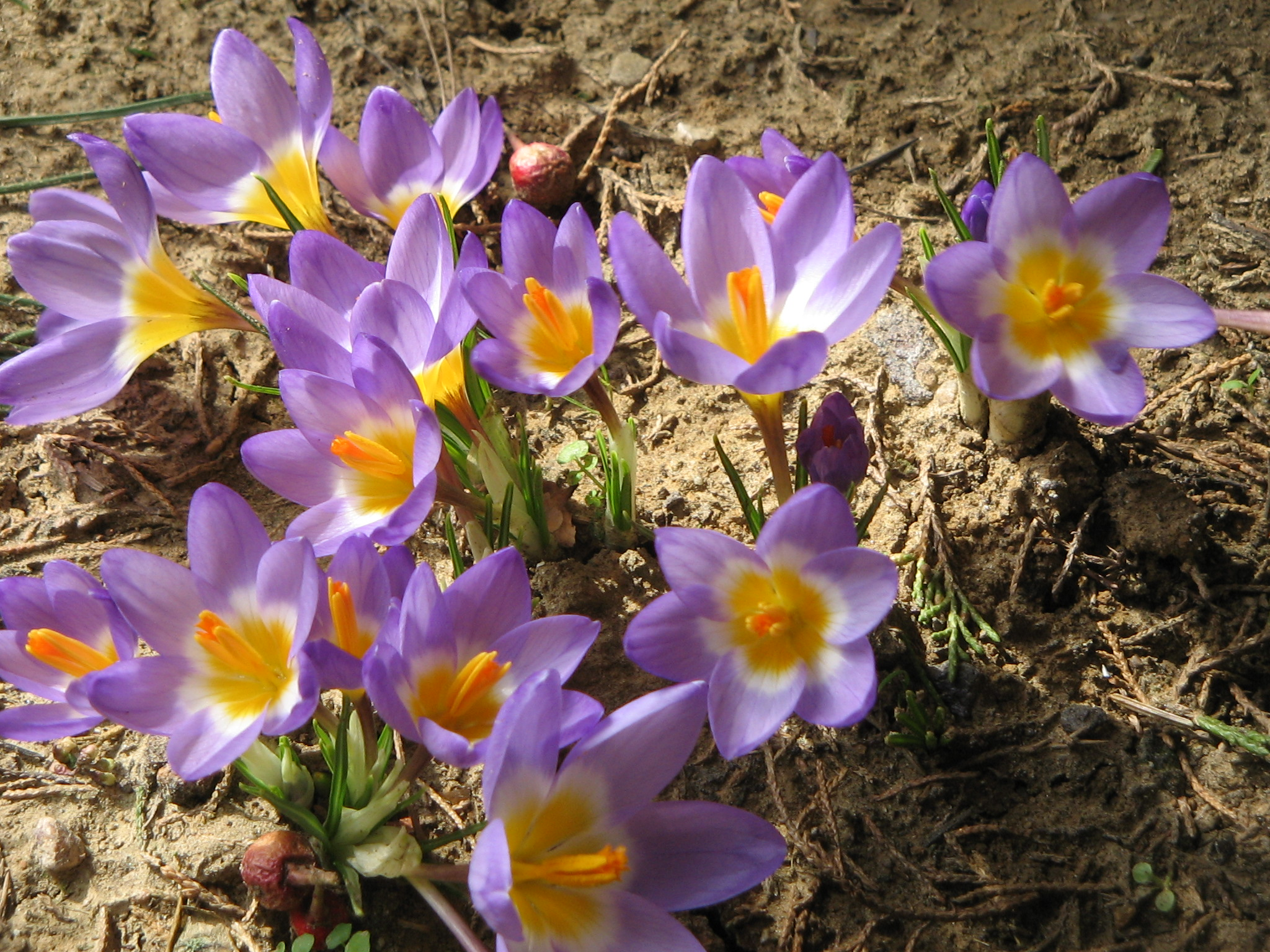
Crocus nivalis

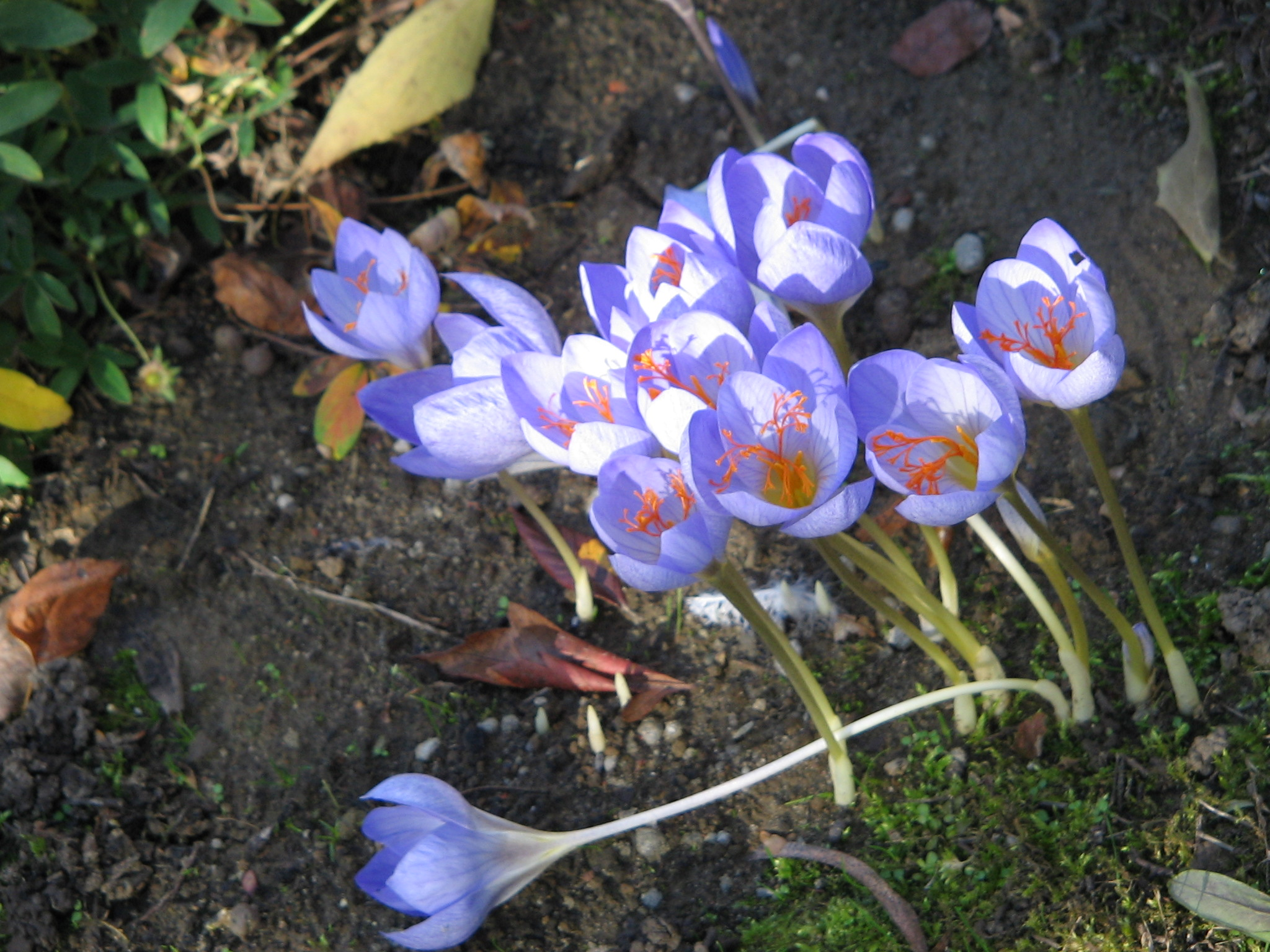
Crocus speciosus

### Espècies
Dins del gènere Crocus es reconeixen les 240 espècies següents:

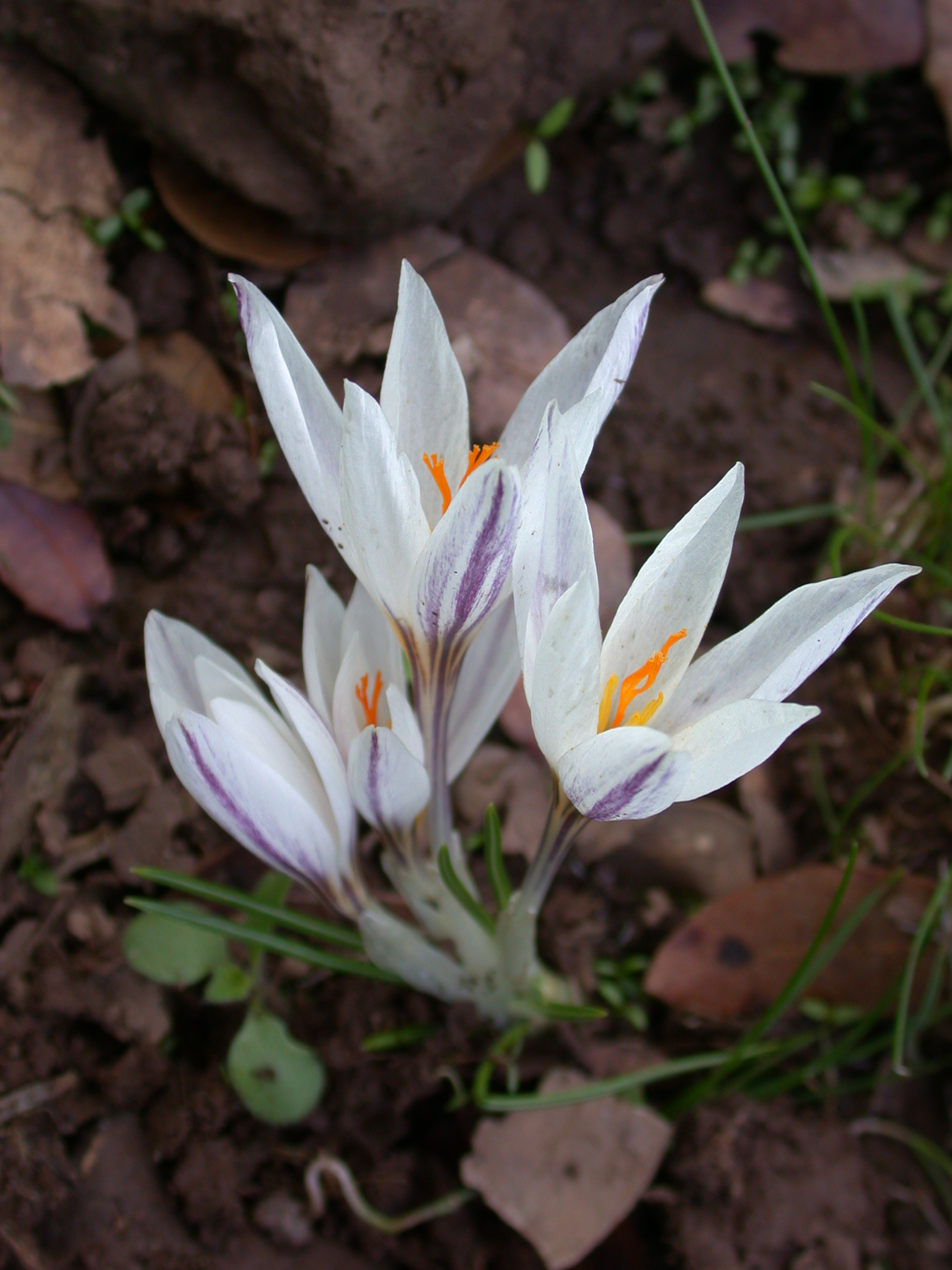
Crocus aleppicus
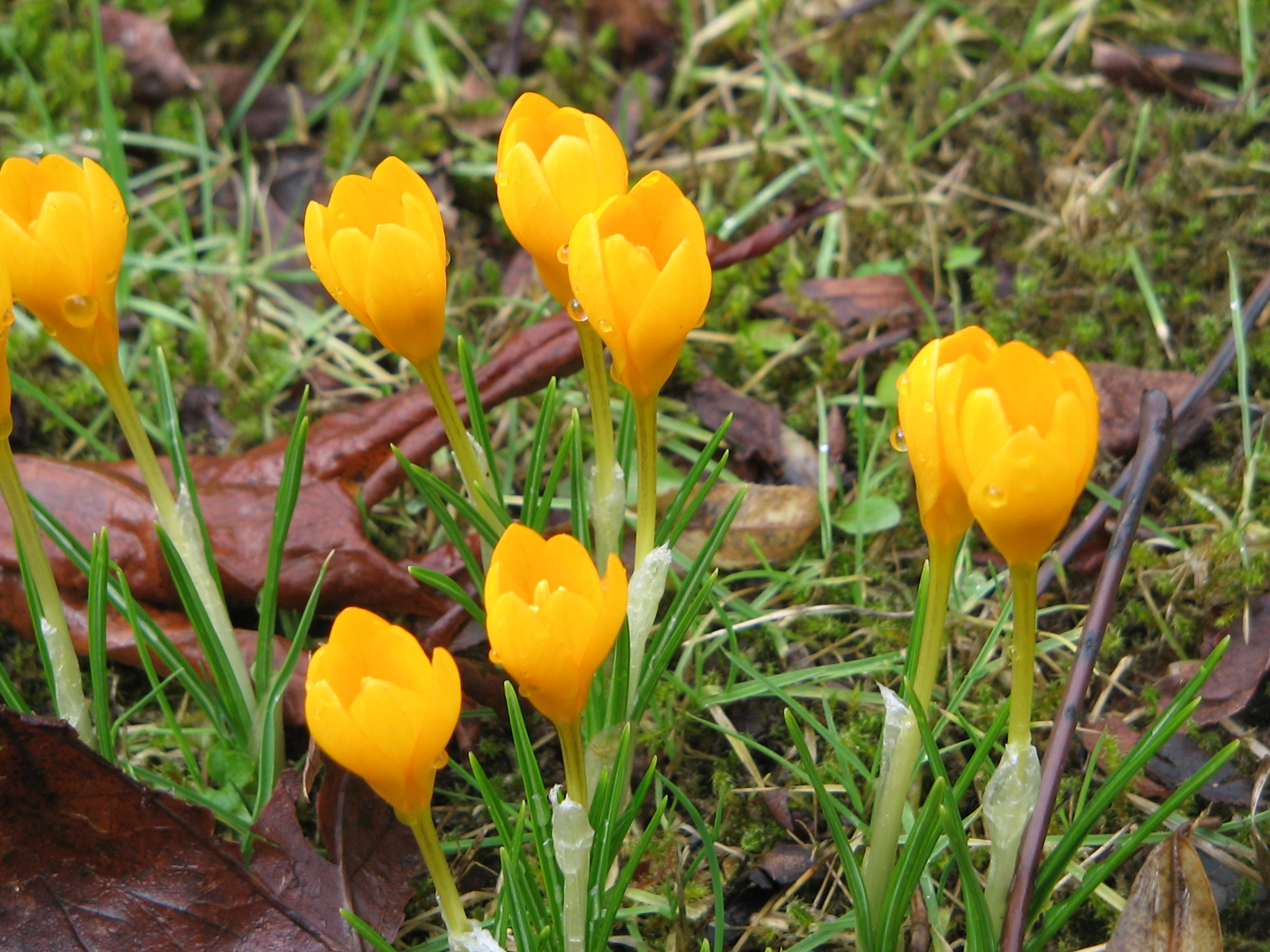
Crocus ancyrensis
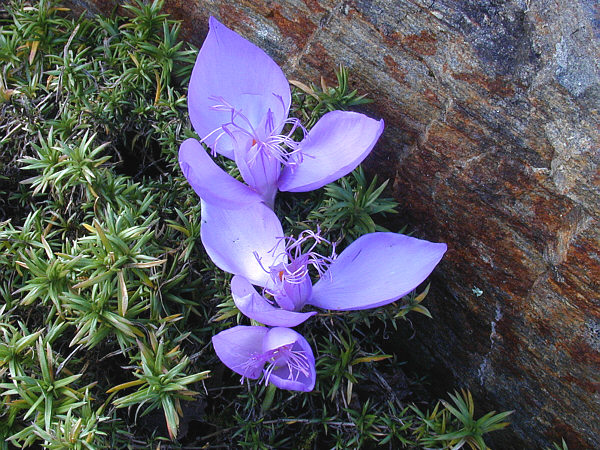
Crocus banaticus
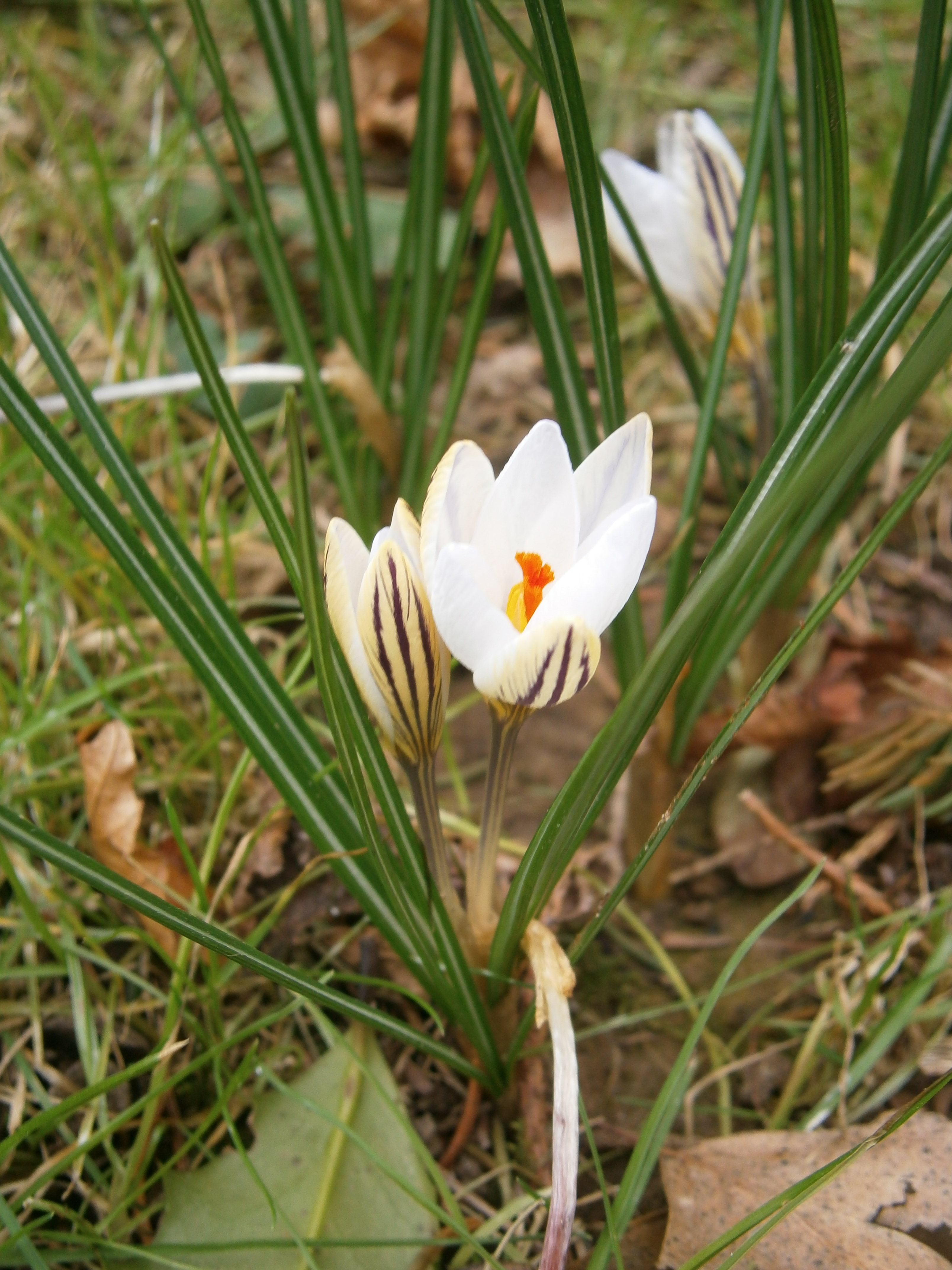
Crocus biflorus
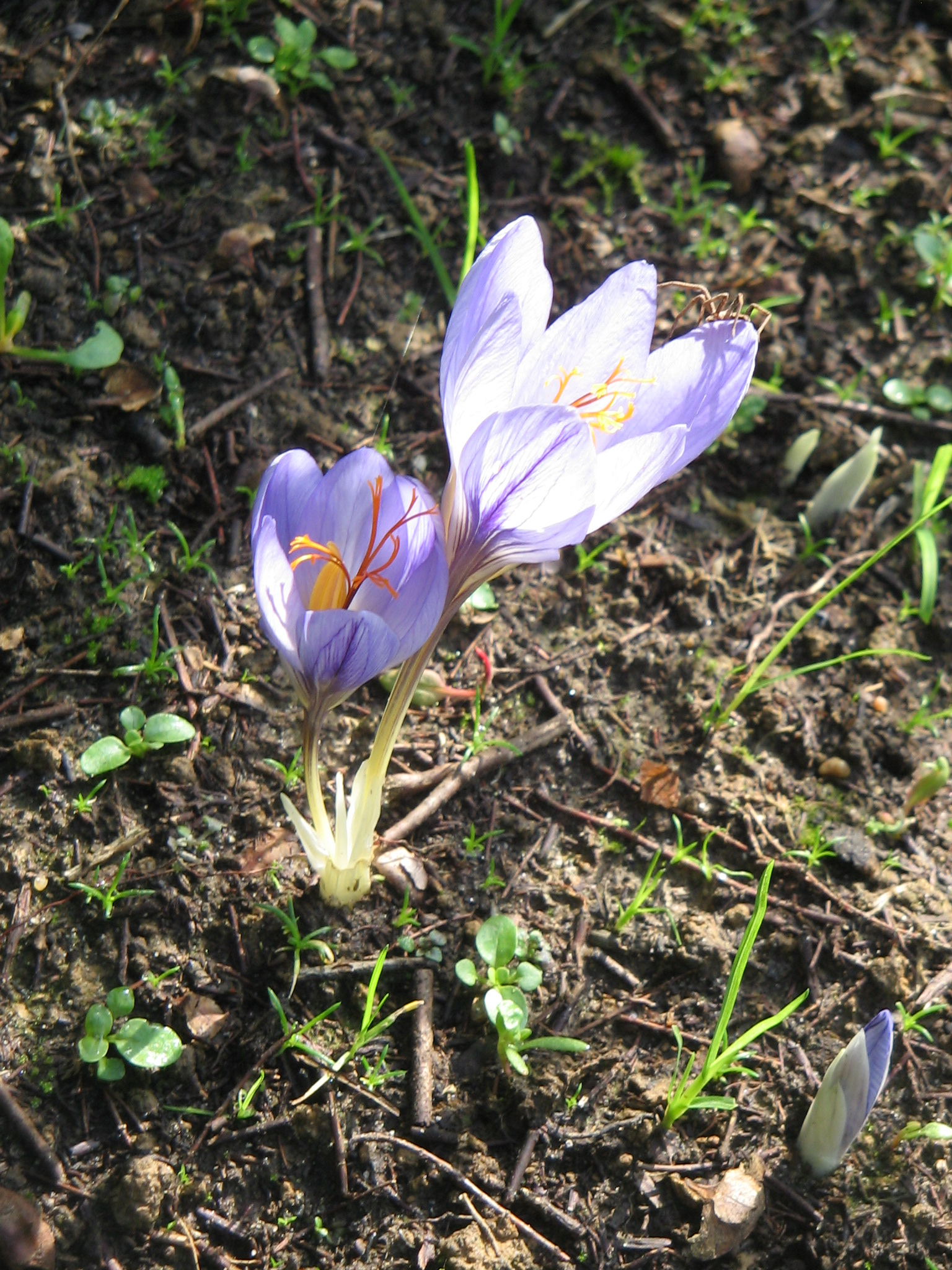
Crocus cancellatus
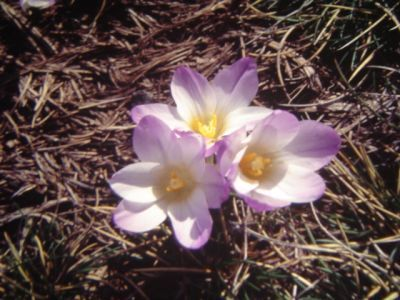
Crocus carpetanus
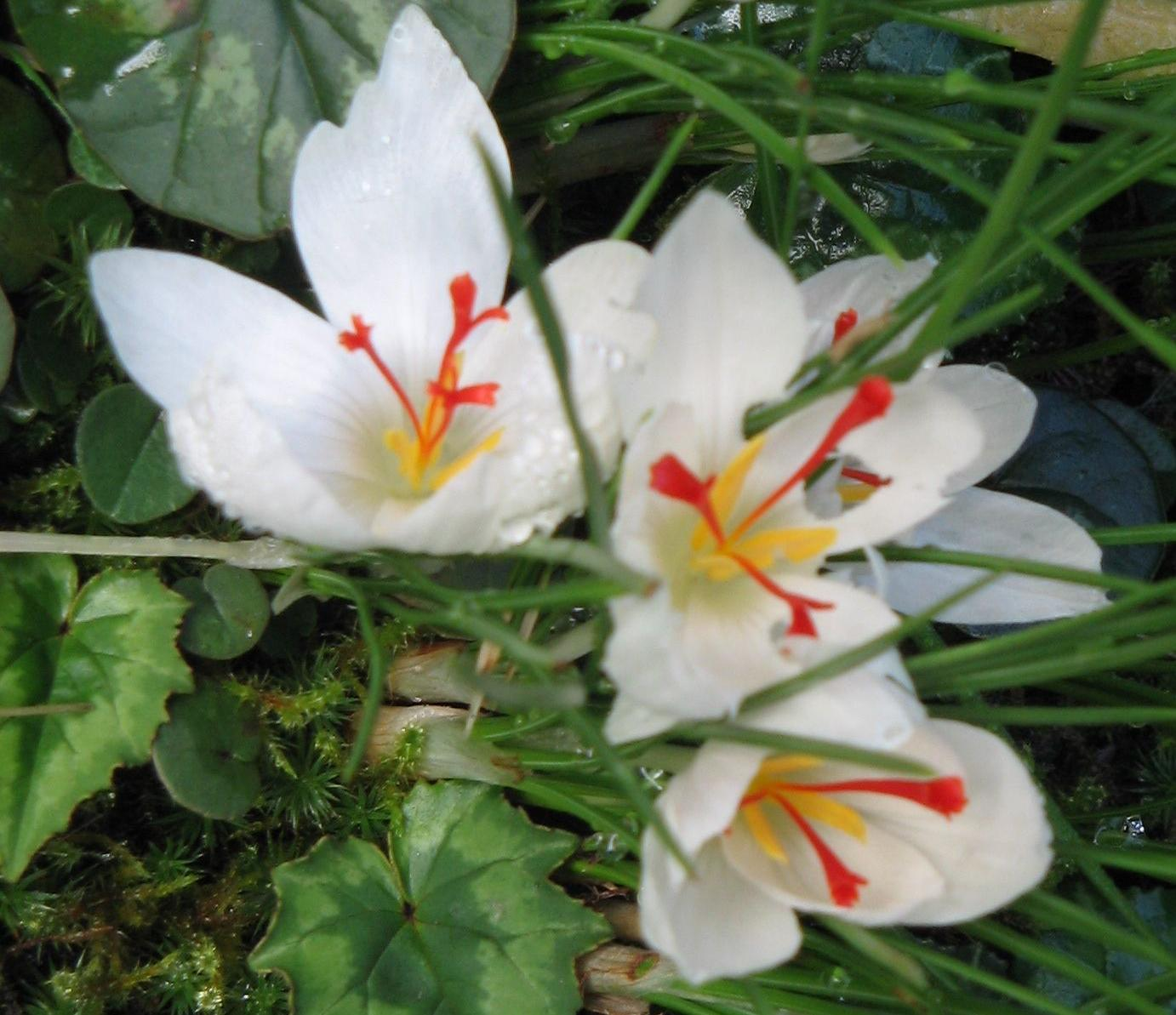
Crocus cartwrightianus 'Albus'
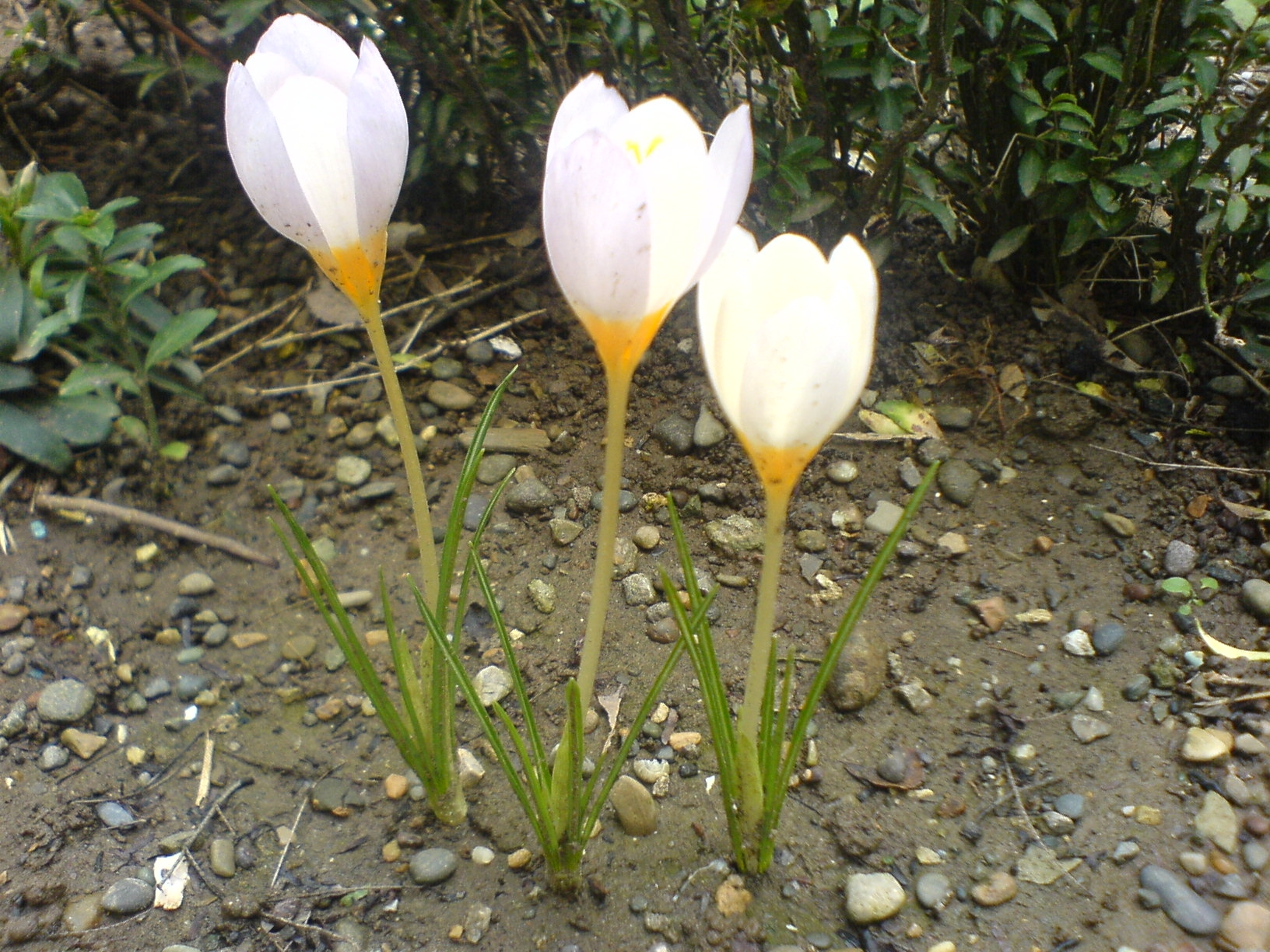
Crocus caspius
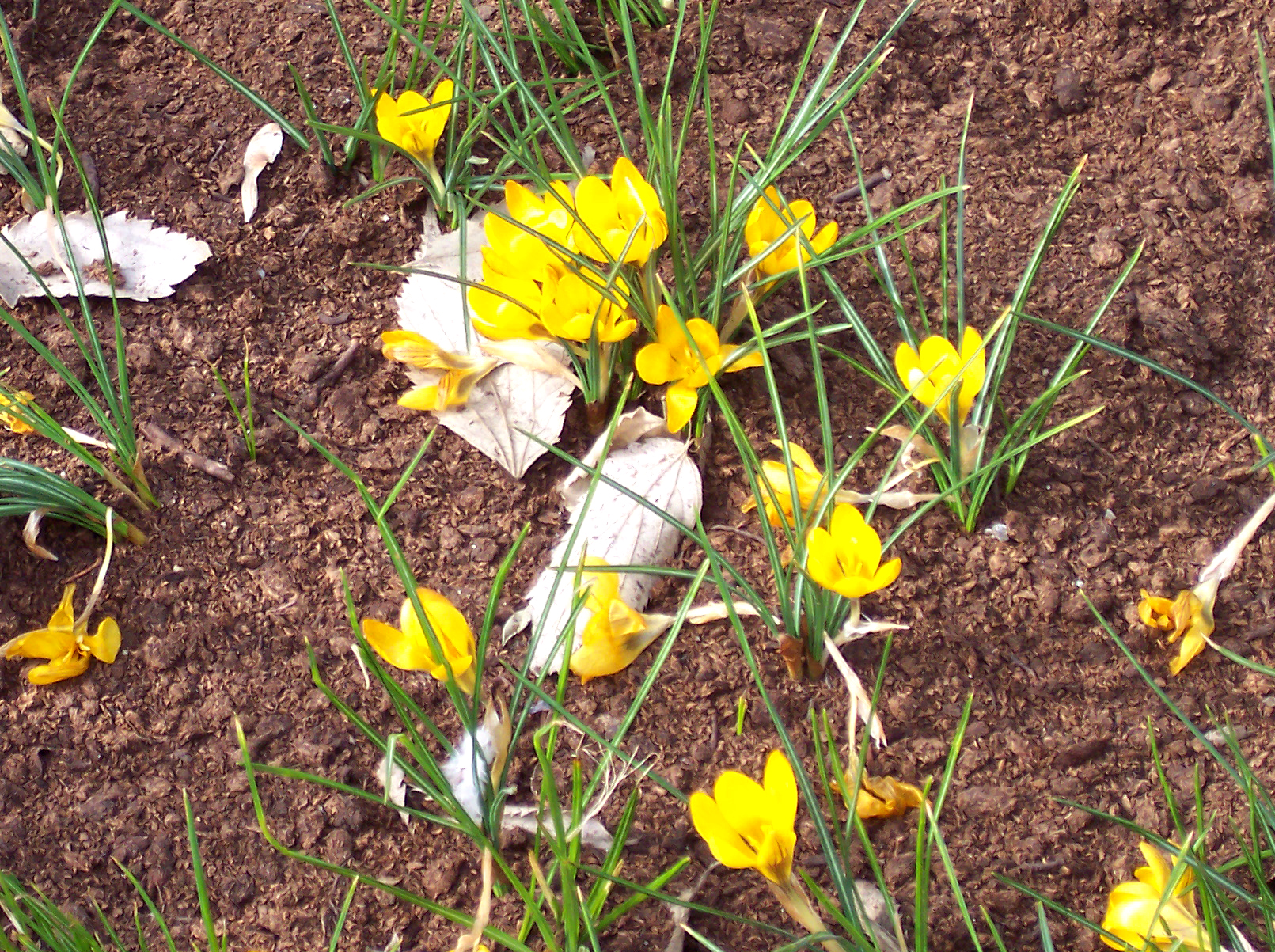
Crocus chrysanthus 'Zwanenburg Bronze'
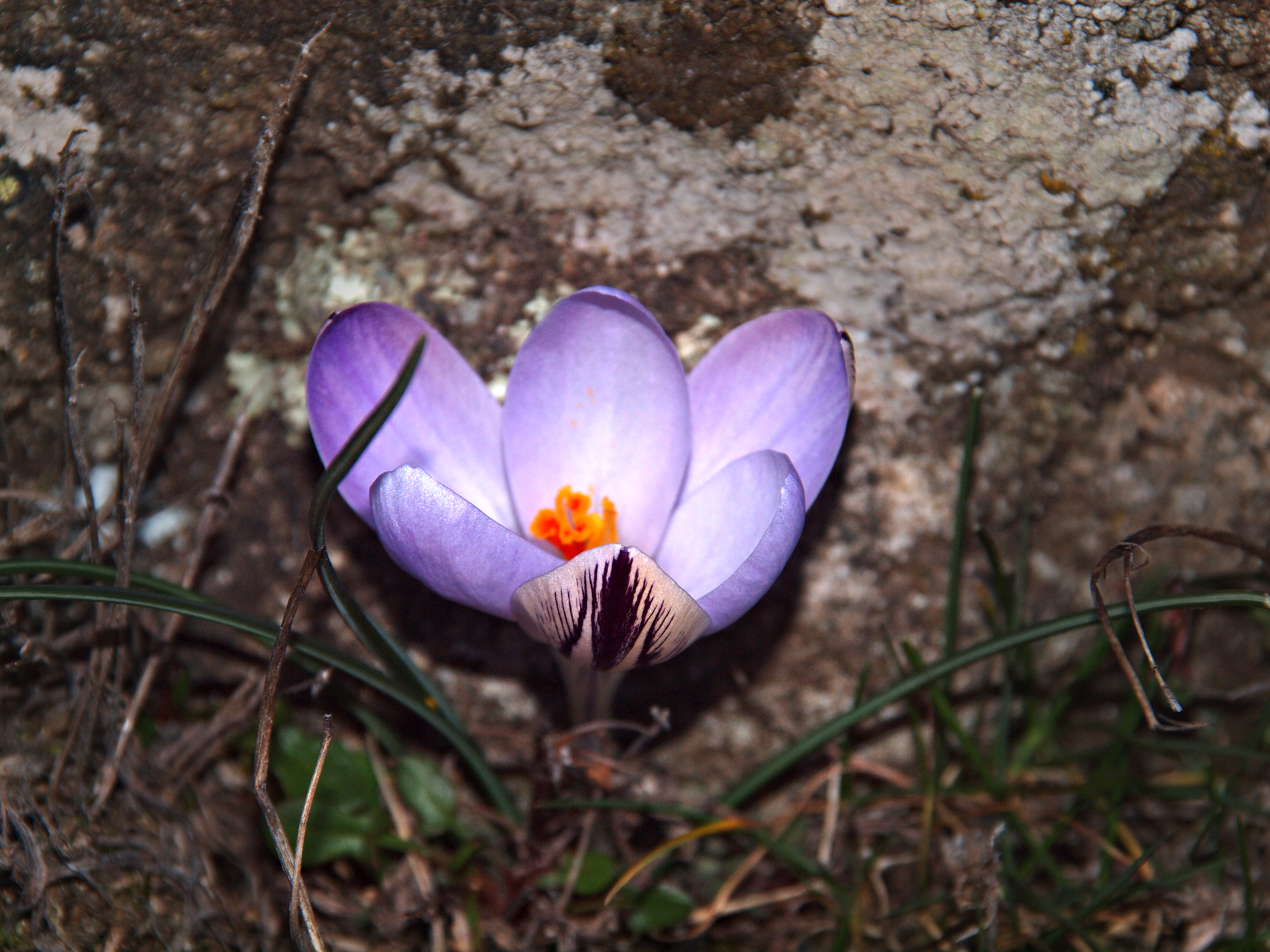
Crocus corsicus
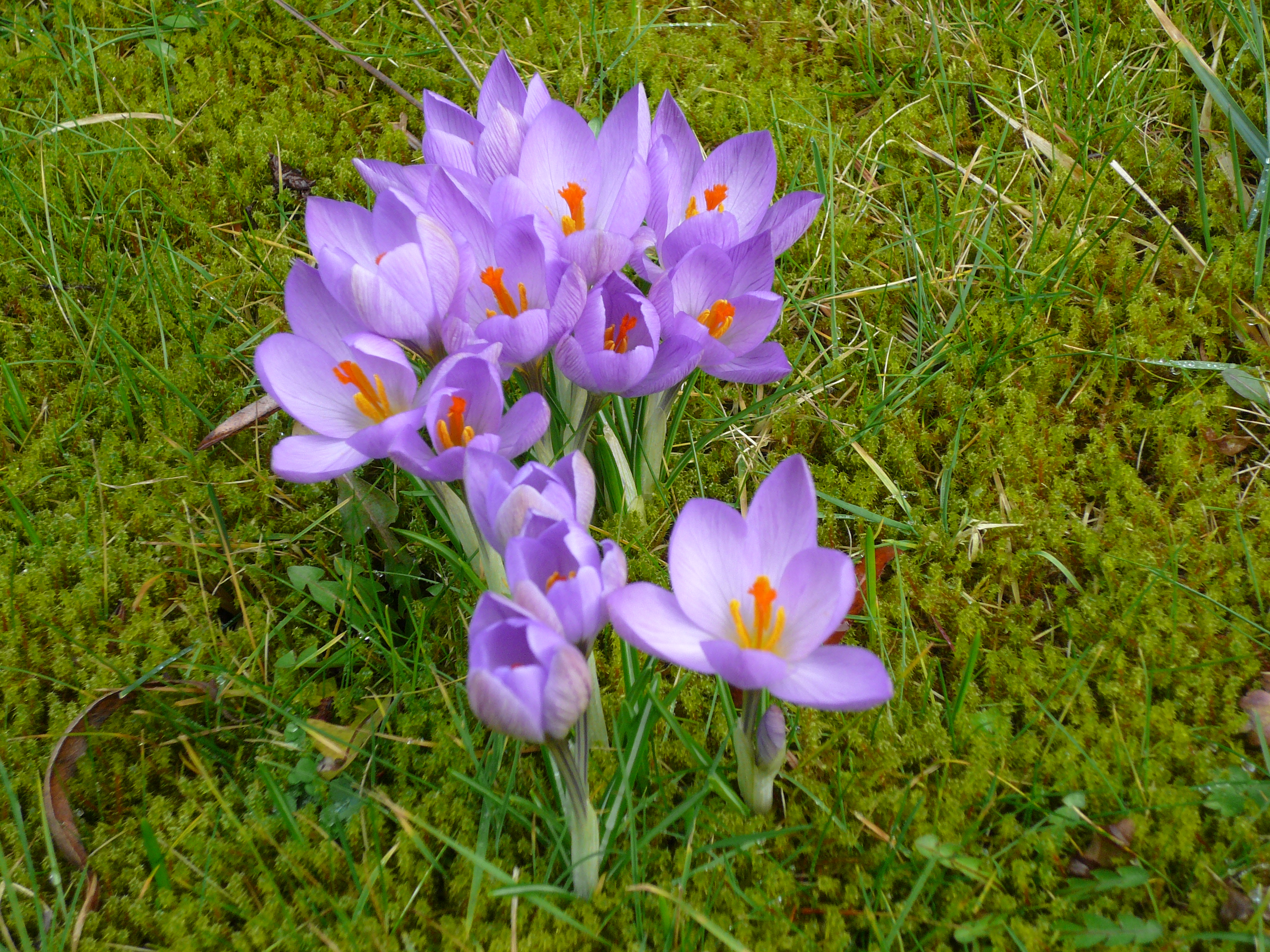
Crocus etruscus 'Zwanenburg'
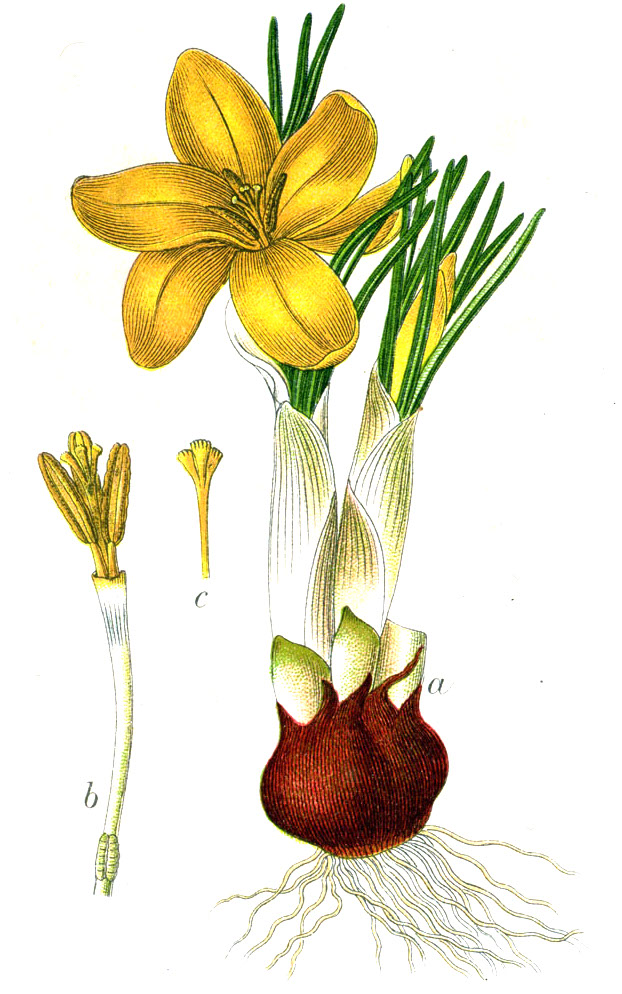
Crocus flavus
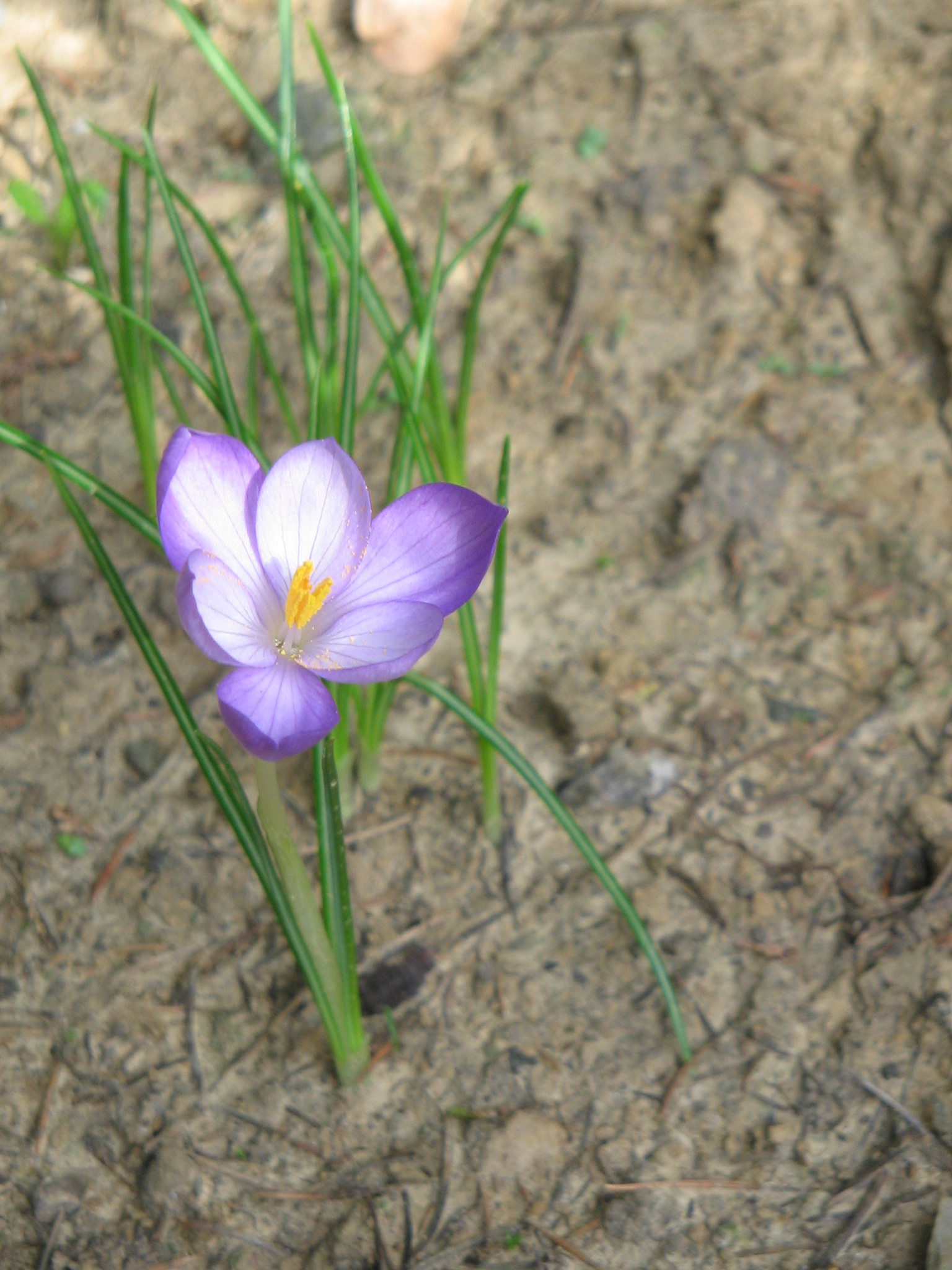
Crocus goulimyi
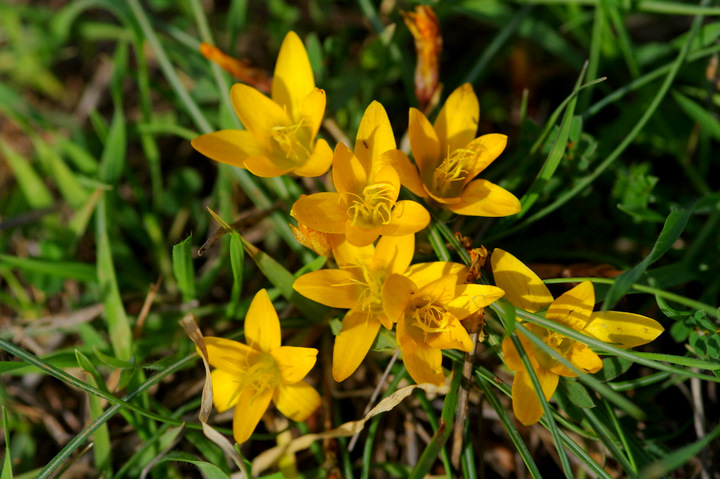
Crocus graveolens
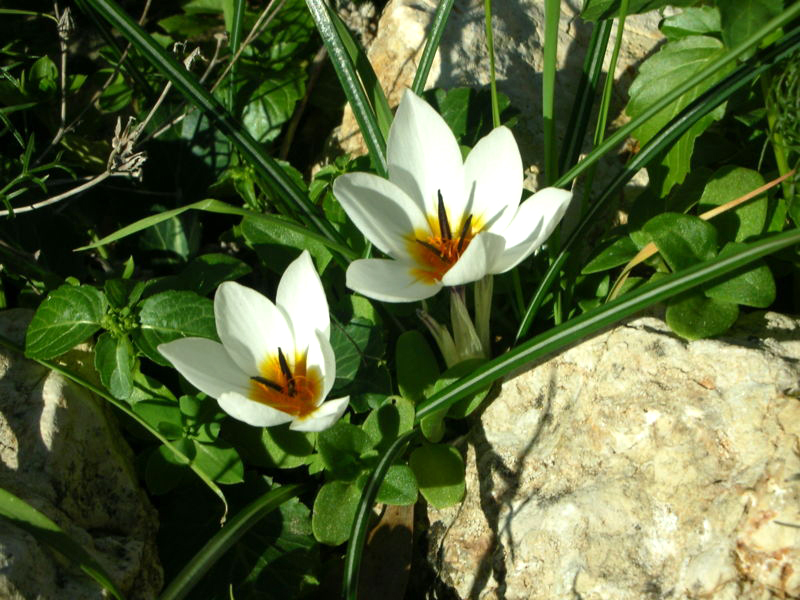
Crocus hyemalis
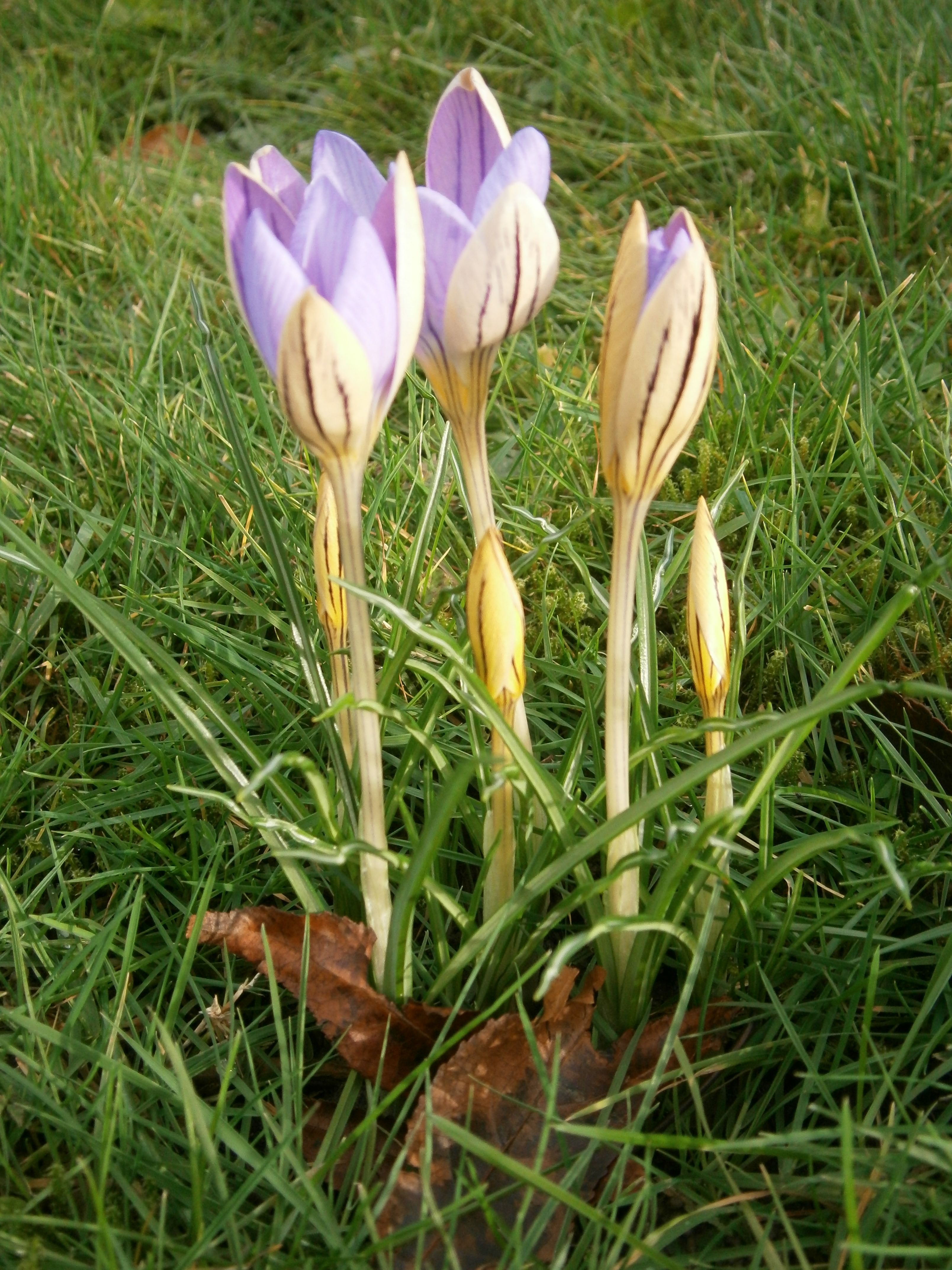
Crocus imperati 'De Jager'
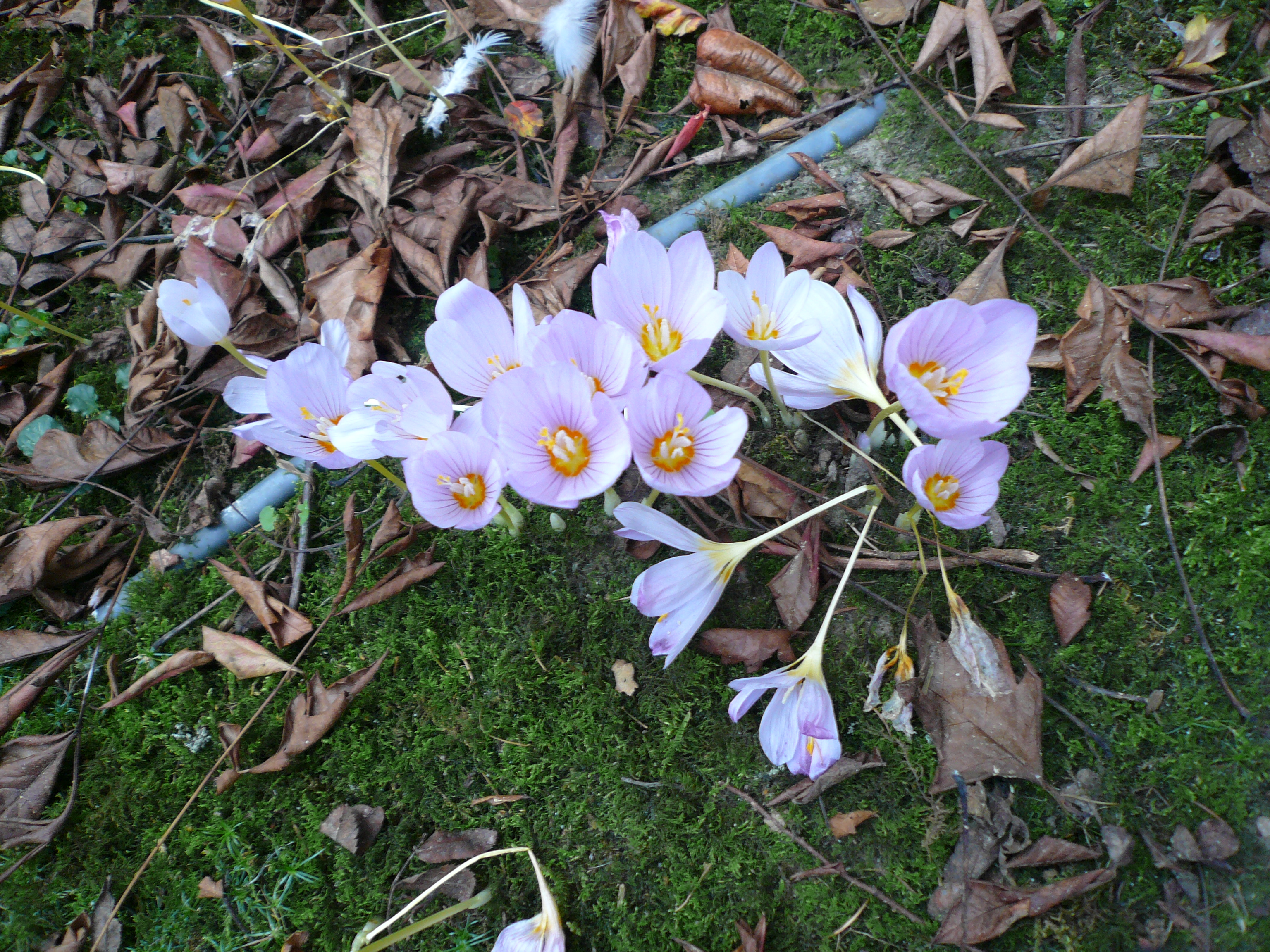
Crocus kotschyanus
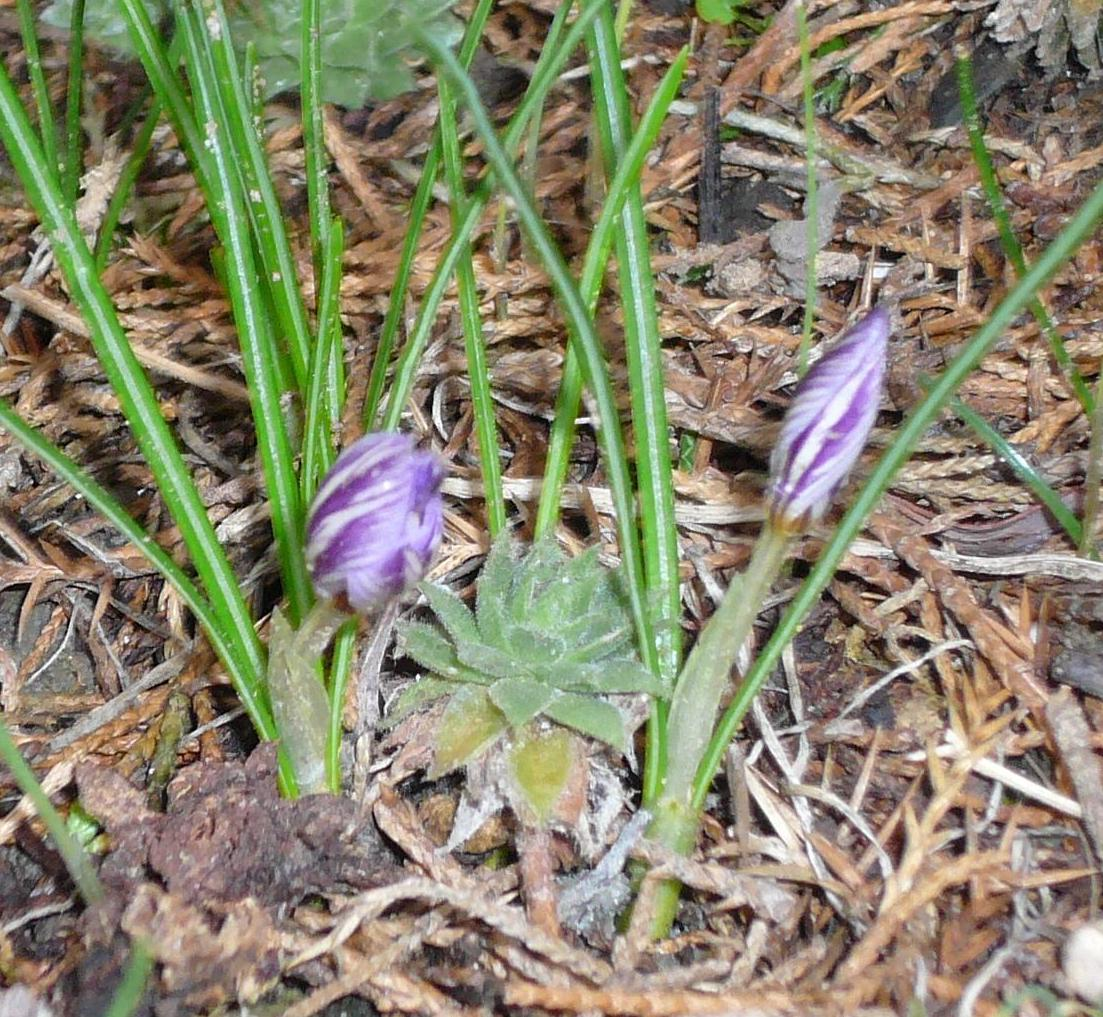
Crocus laevigatus 'Fontenayi'
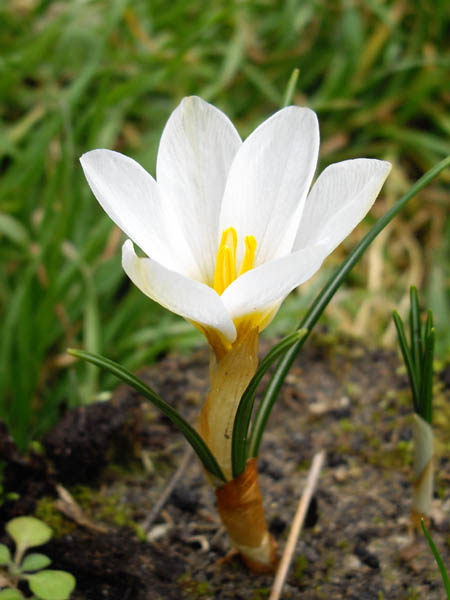
Crocus malyi
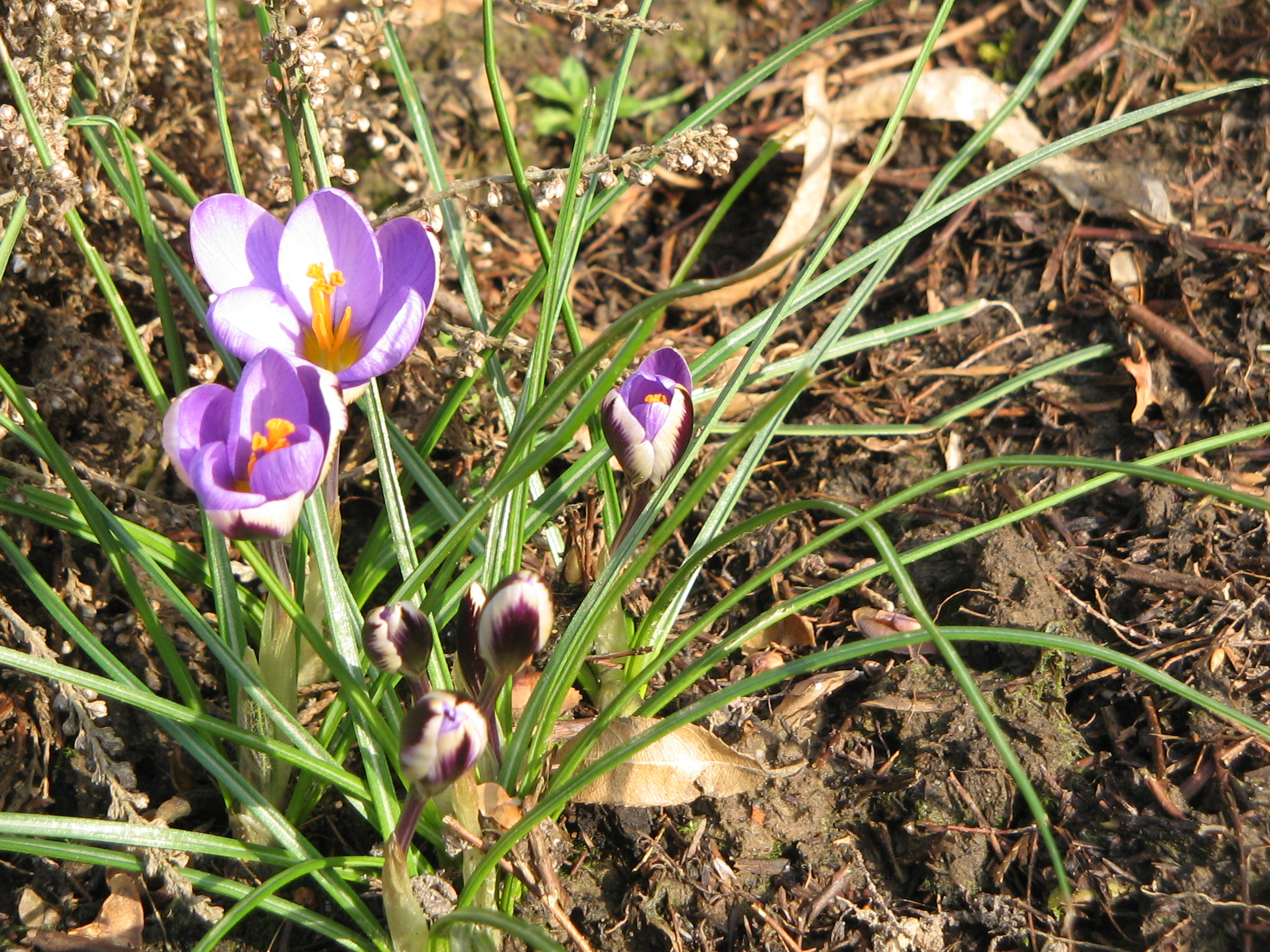
Crocus minimus
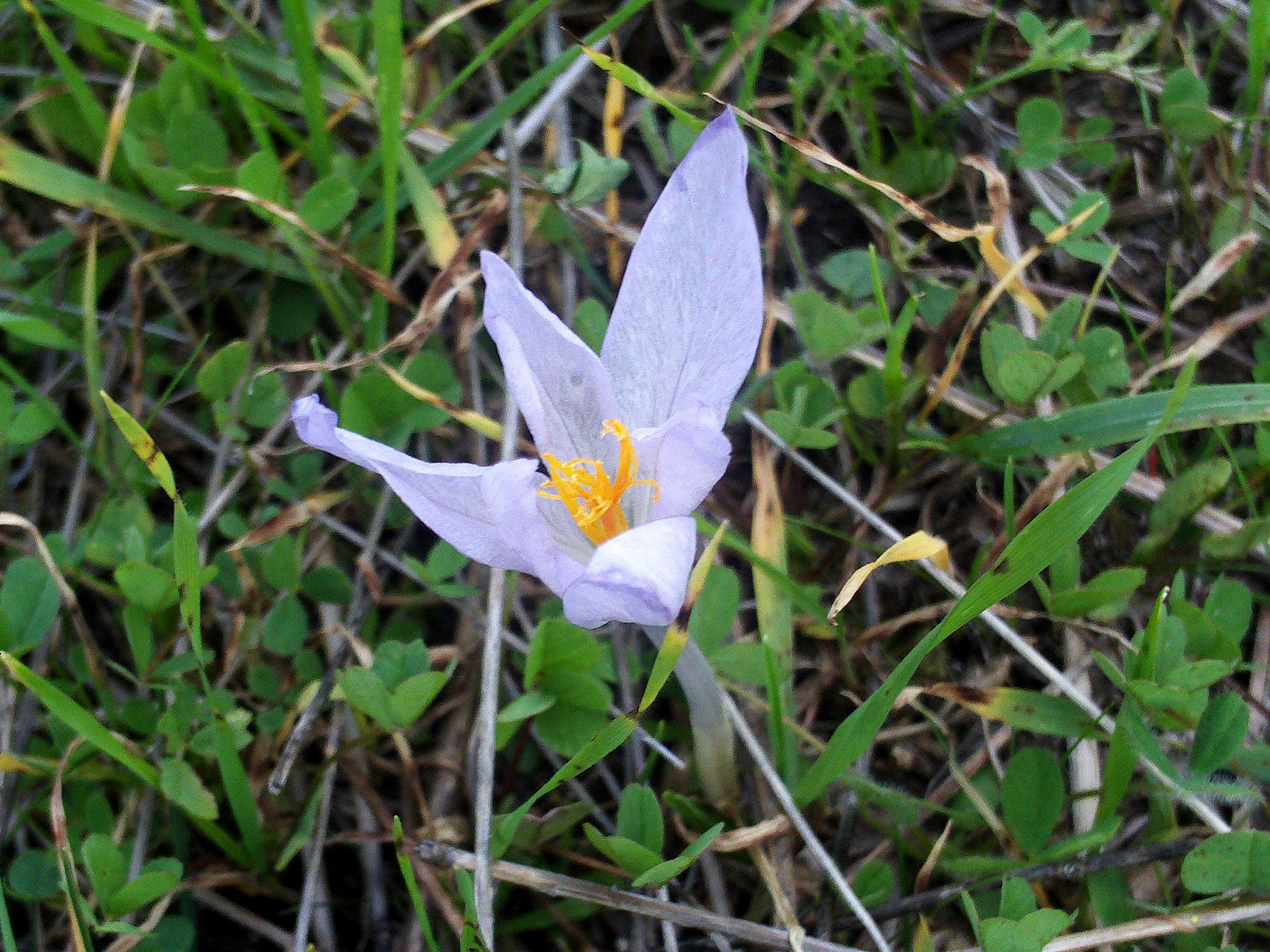
Crocus nevadensis
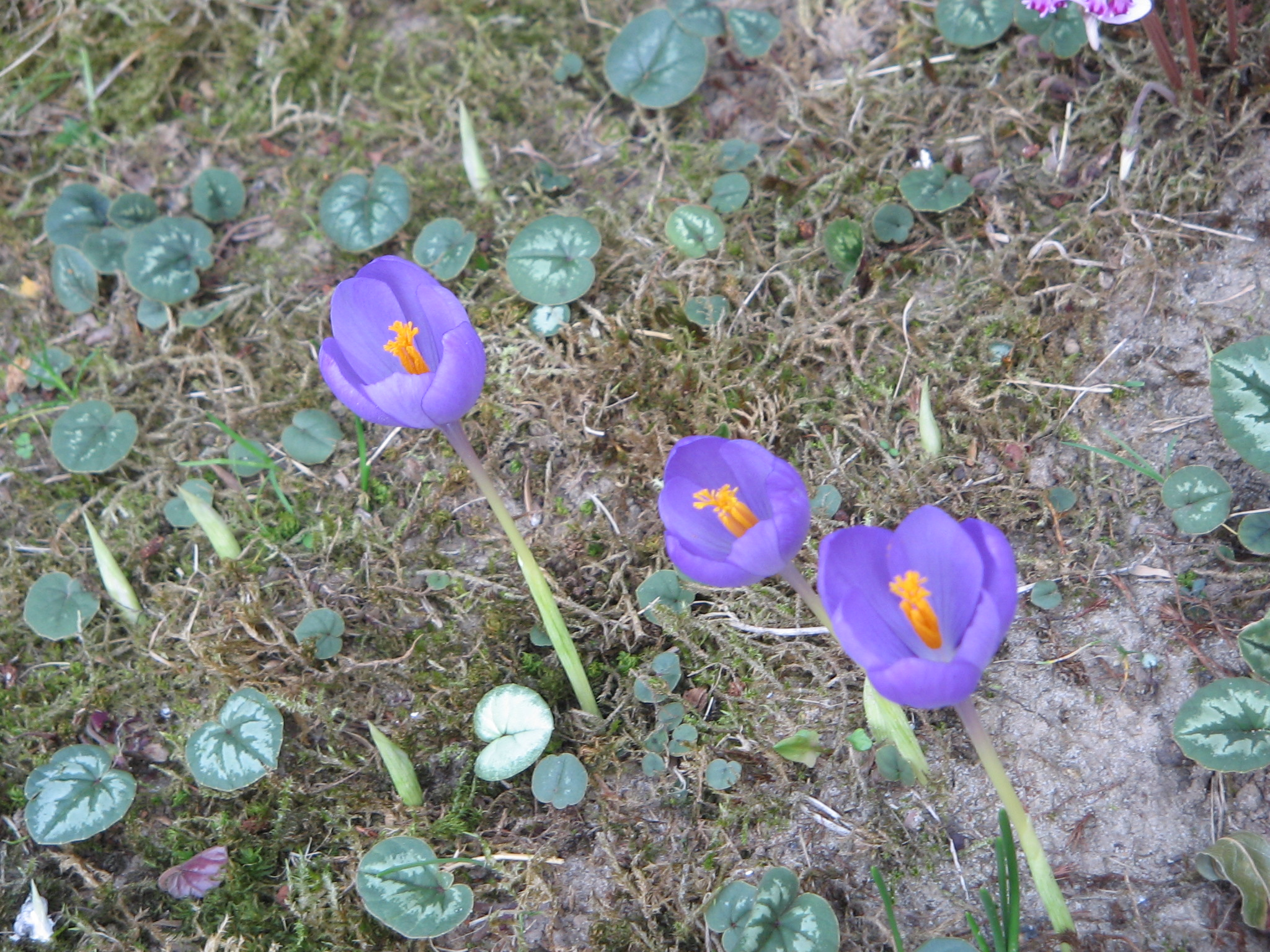
Crocus nudiflorus
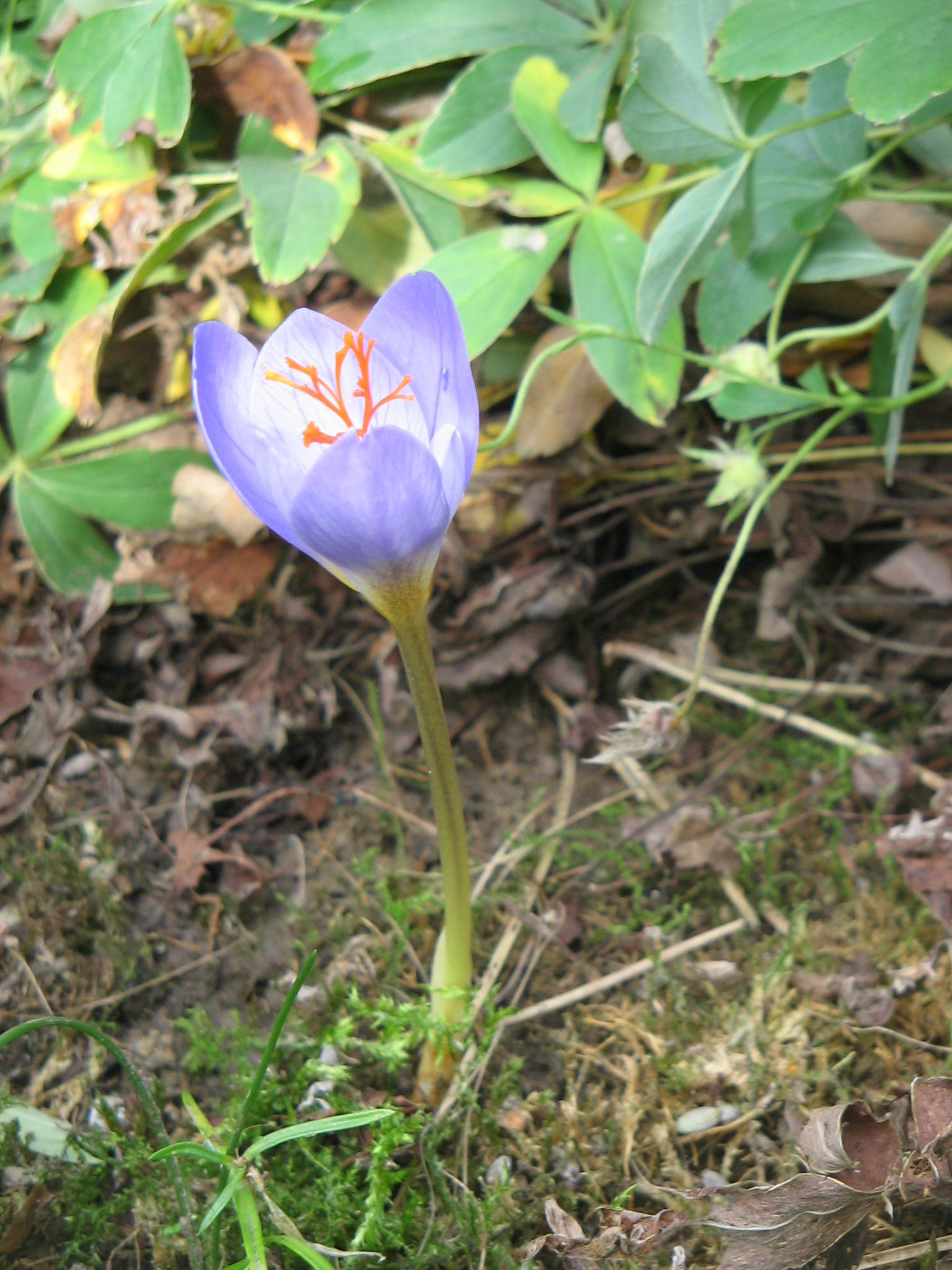
Crocus pulchellus
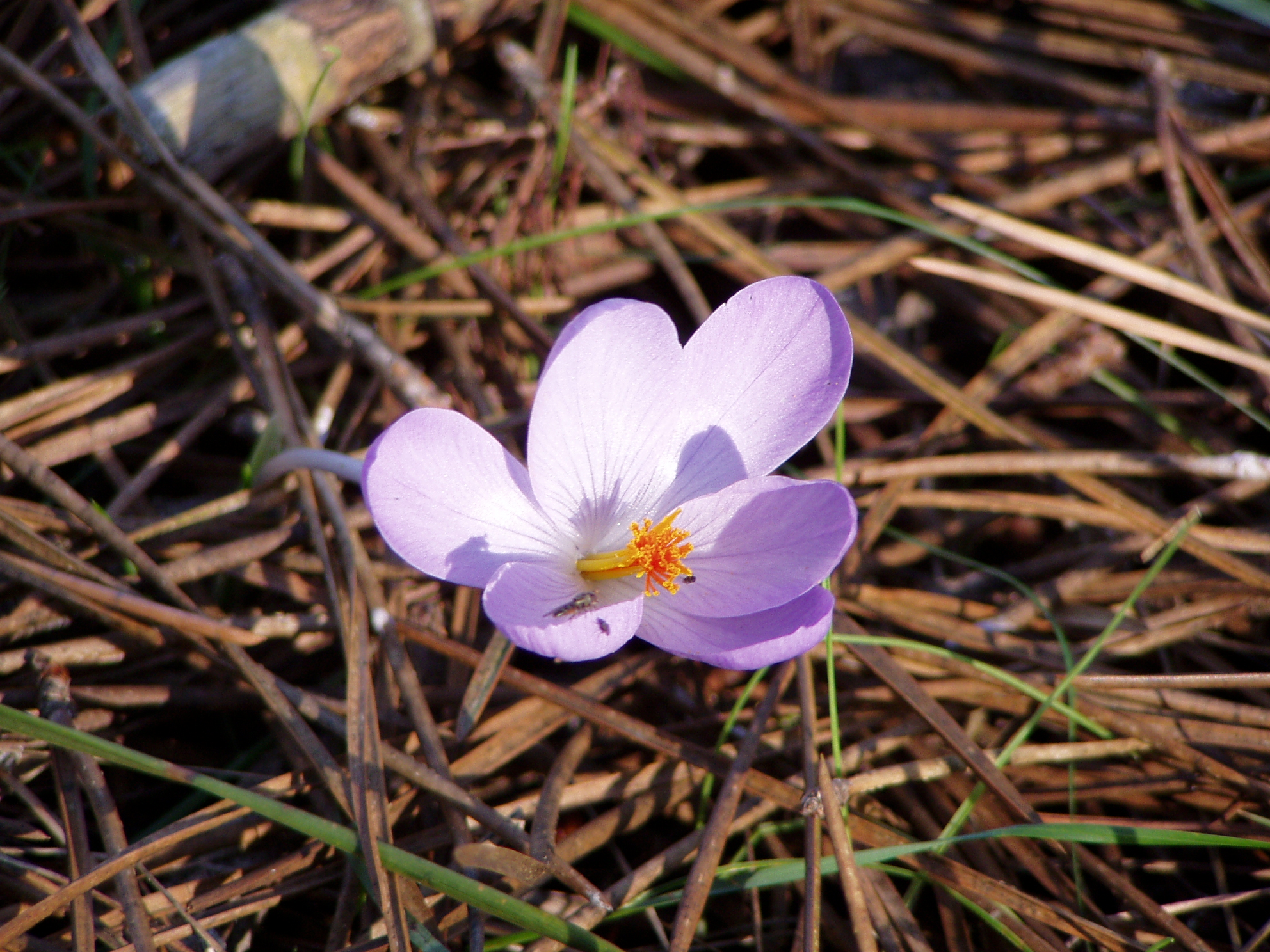
Crocus serotinus subsp. clusii
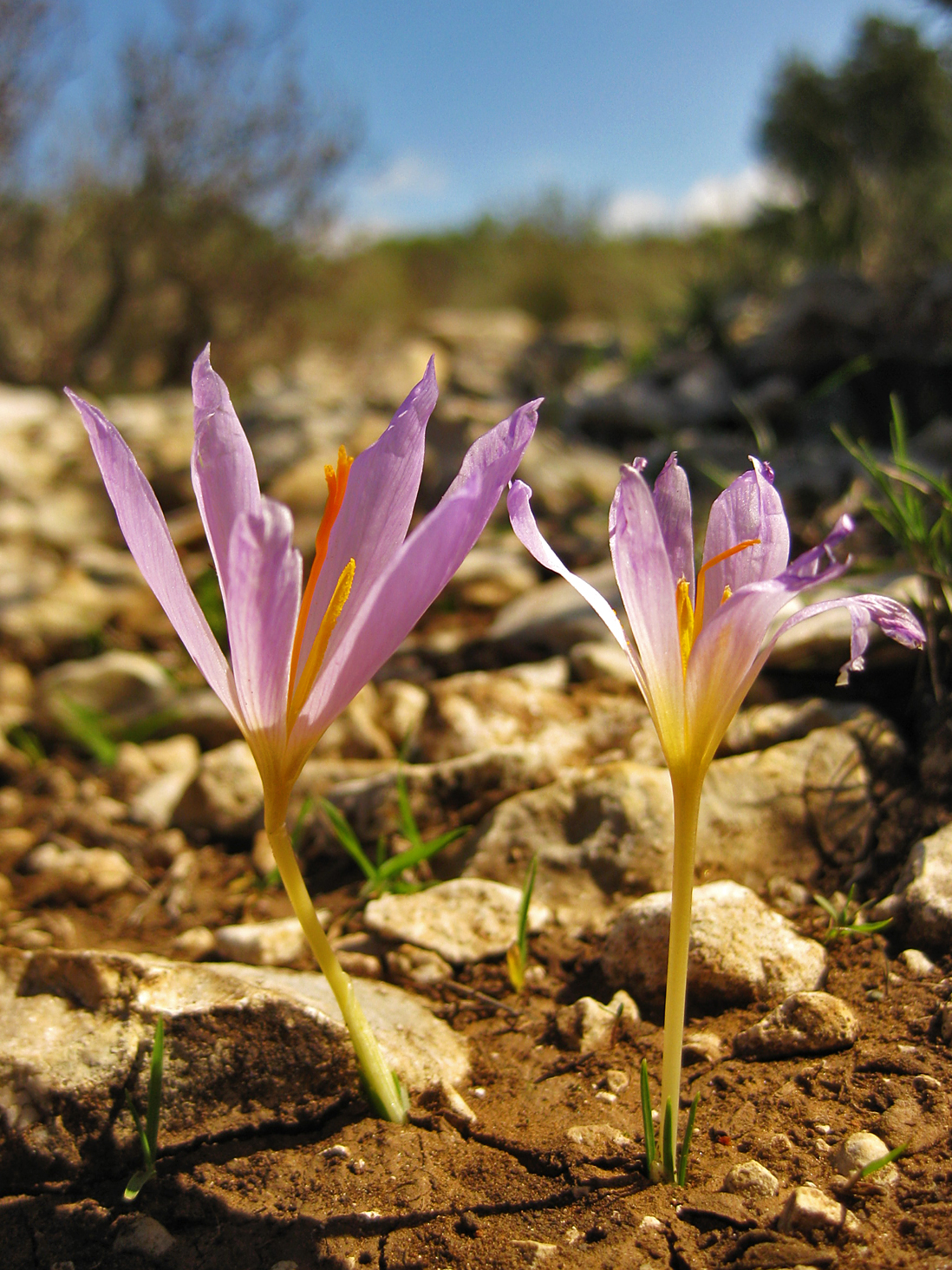
Crocus serotinus subsp. salzmannii
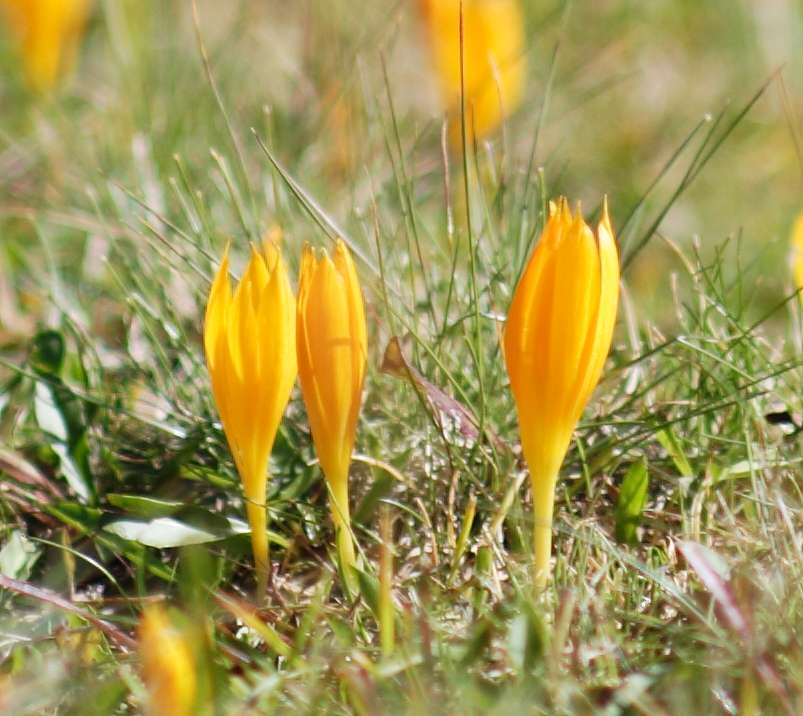
Crocus scharojanii
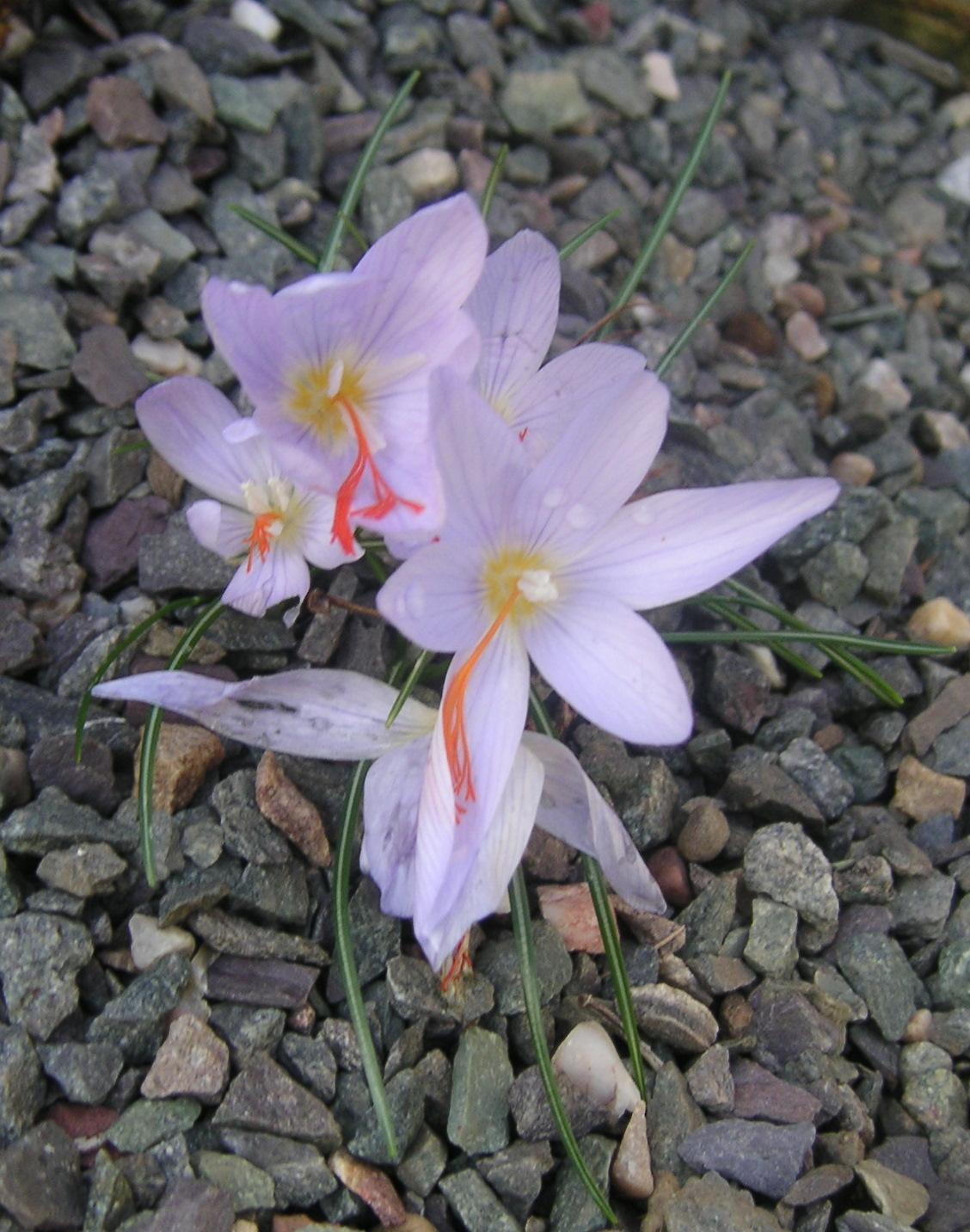
Crocus tournefortii
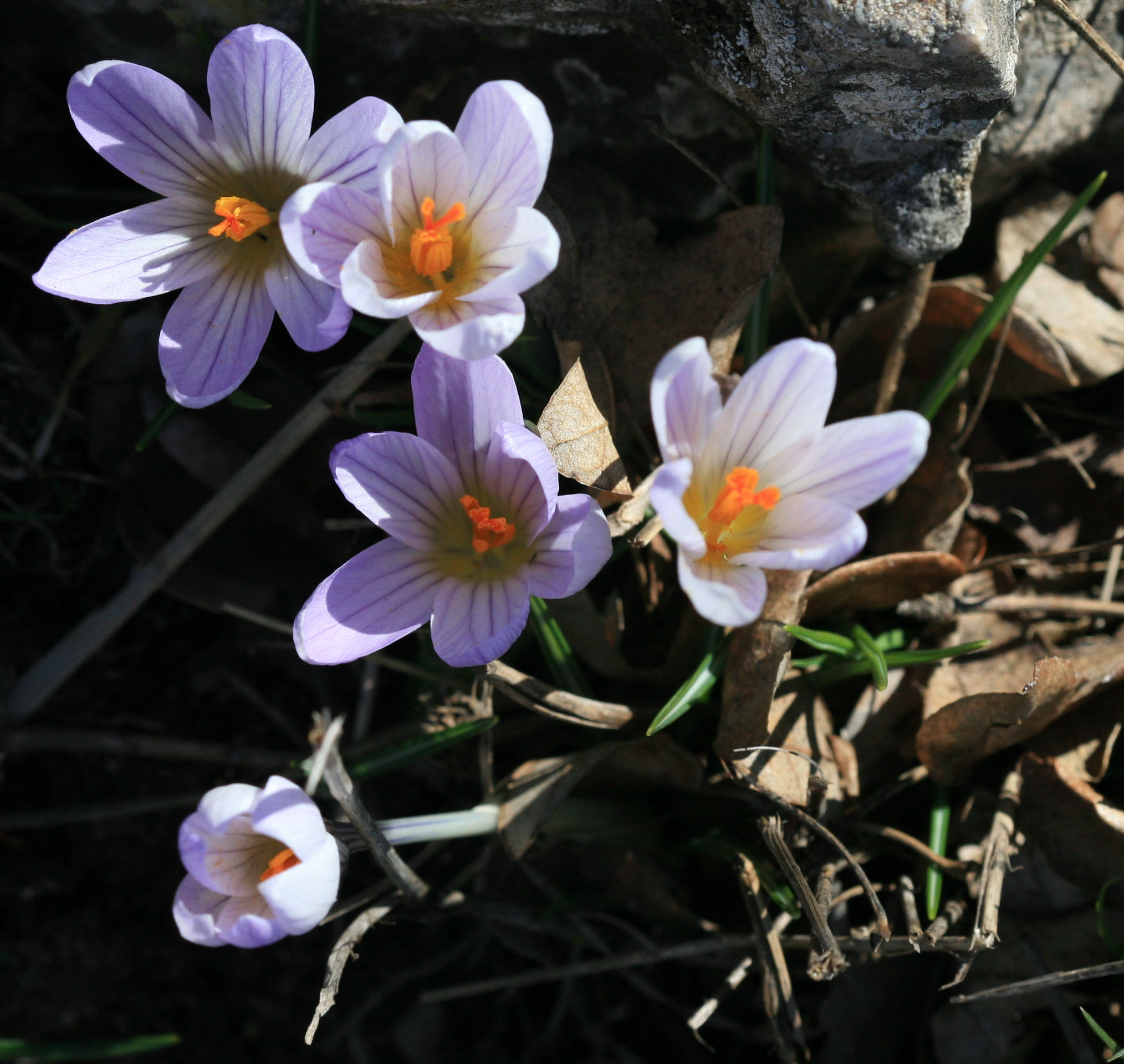
Crocus versicolor

## Cultiu

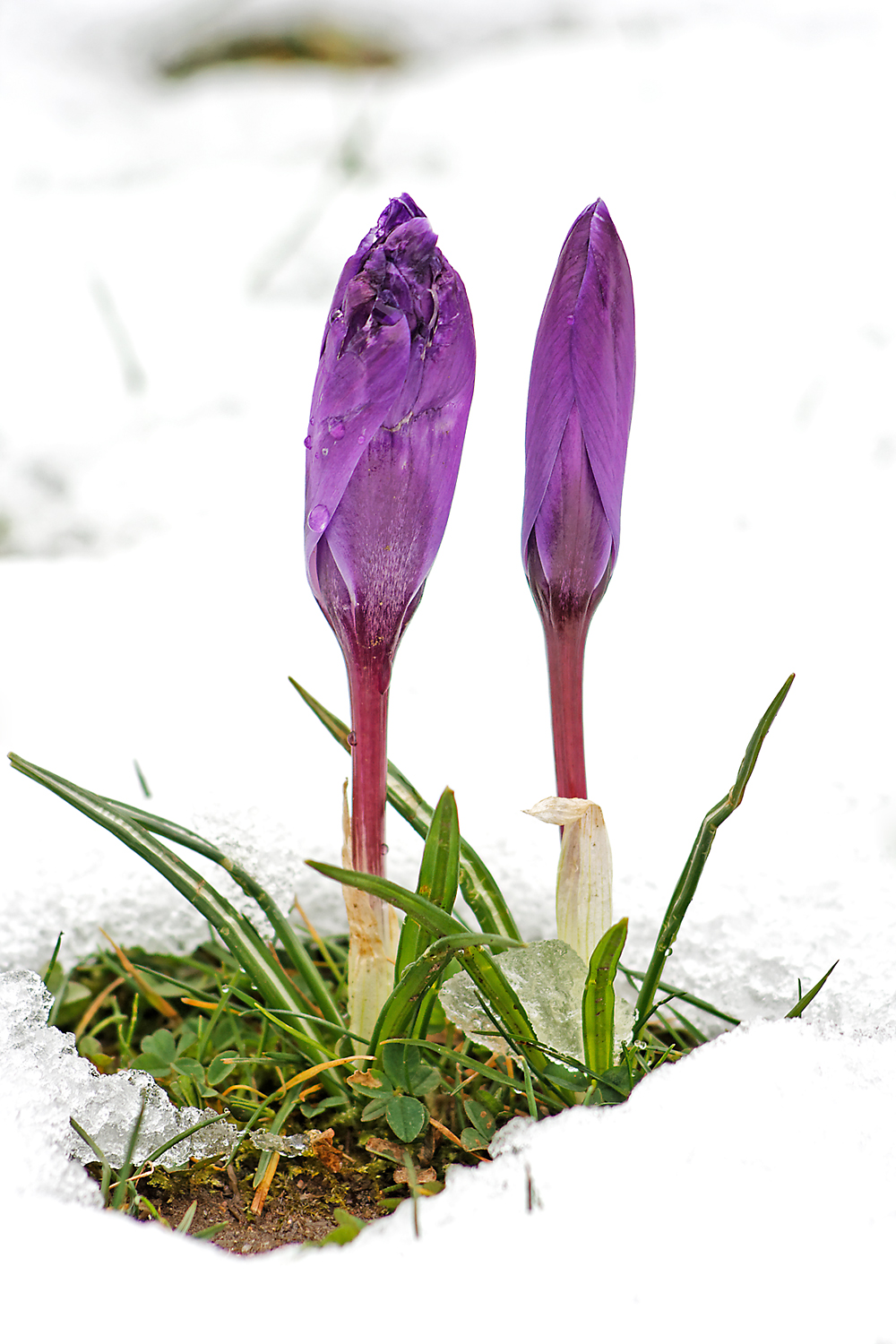
Crocus que apareix sobre la neu

Aproximadament es conreen 30 espècies. Les principals són: C. vernus, C. chrysanthus, C. flavus, C. sieberi i C. tommasinianus. Són les primeres flors que apareixen a la primavera a gran part d'Europa. El temps de la florida varia entre finals d'hivern en C. tommasinianus a les més tardanes dels híbrids "Dutch crocuses" (C. vernus). Les flors dels Crocus estan protegides de les glaçades per una cutícula cerosa; no és rar que els crocus floreixin després d'una lleugera nevada

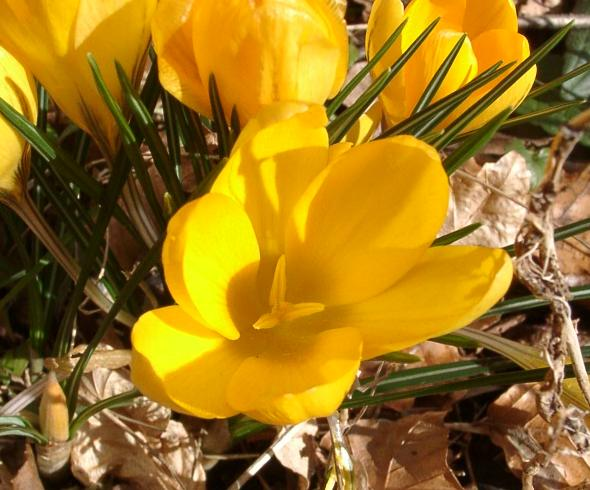
Crocus 'E.A. Bowles', un híbrid Chrysanthus
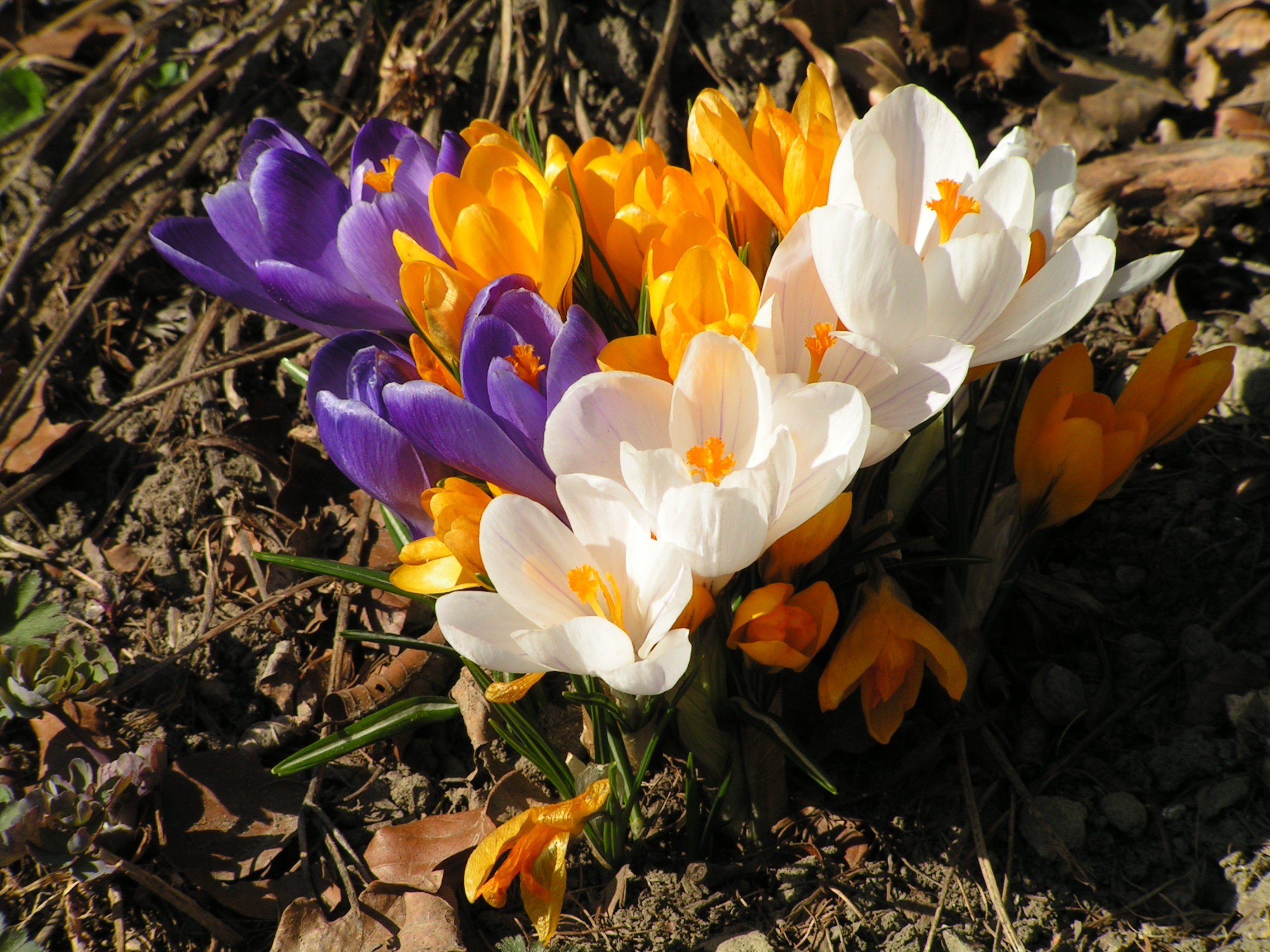
Crocus, cultivars
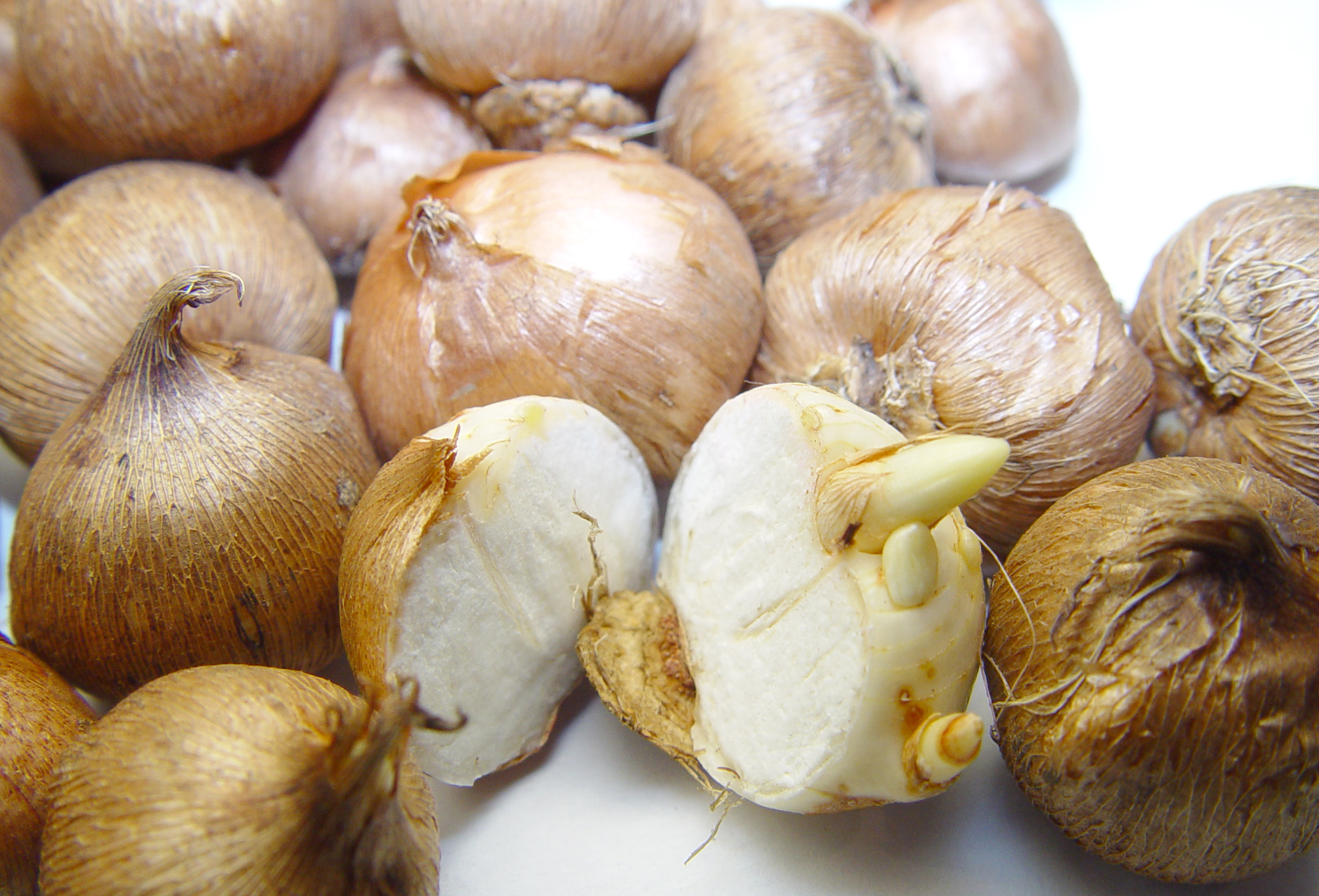
C. sieberi corms, mostrant la coberta papiràcia
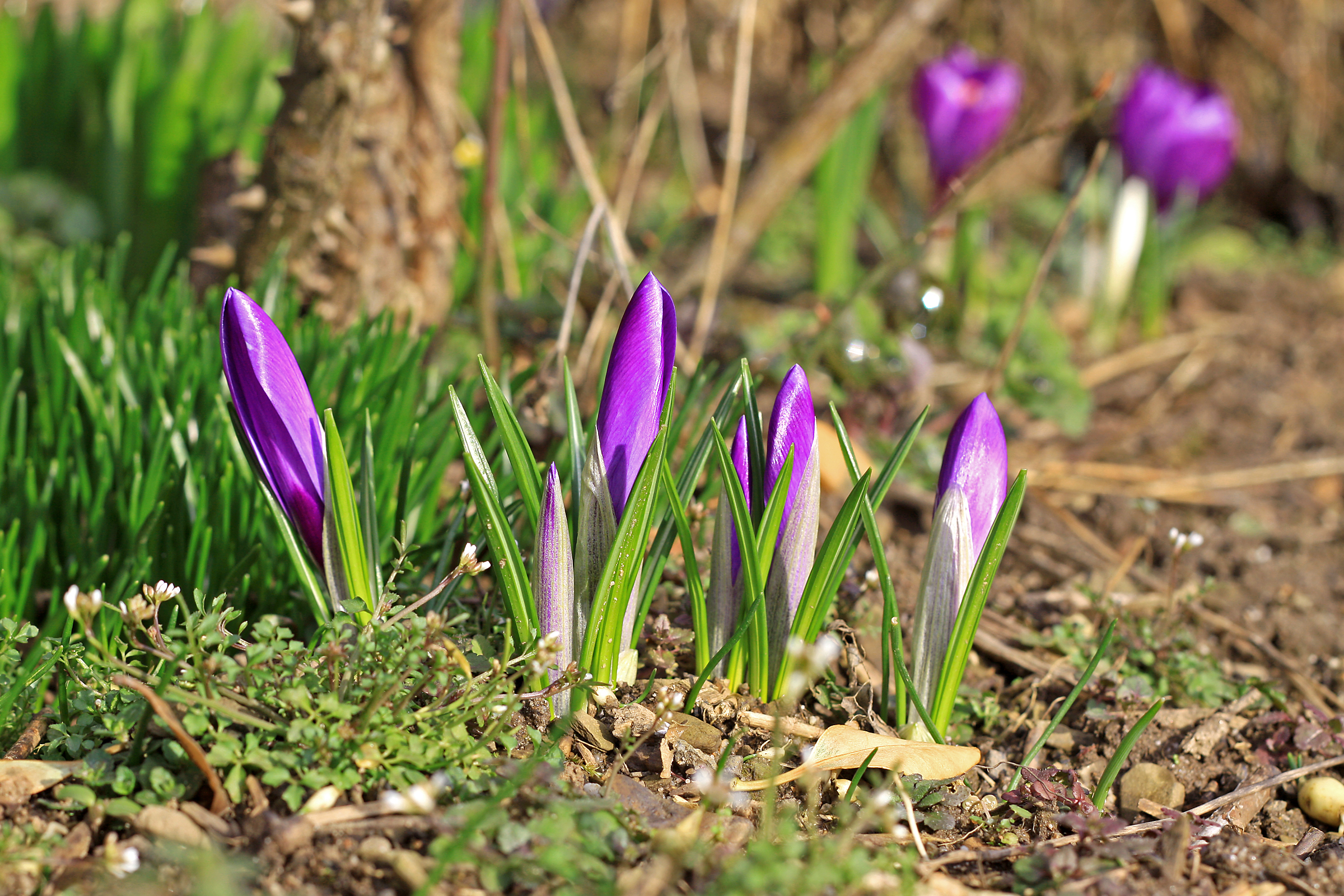
Crocus porpra amb les flors tancades

La majoria d'espècies de crocus s'han de plantar amb una posició assoleiada en sòls ben drenats, però alguns prefereixen llocs ombrosos i sòl humit. Els corms s'han de plantar a 3-4 cm de fondària i assegurar el drenatge en cas de sòls pesants.
Alguns crocus, especialment C. tommasinianus i els seus derivats i híbrids, com 'Whitewell Purple' i 'Ruby Giant', fan moltes llavors i són ideals per a naturalitzar-se, tanmateix poden resultar plantes adventícies i ser difícil de treure'ls en els jardins de rocalla 

## Espècies similars
De vegades s'aplica el nom de crocus de tardor aespècies del gènere Colchicum.
L'anomenada Flor de Pasqua, abans dita Anemone patens, i actualment Pulsatilla patens o P. ludoviciana) pertany a la familia Ranunculaceae.